# Liste von Sinfonien
Die Liste von Sinfonien gibt einen Überblick über Sinfonien, sowohl numerisch als auch alphabetisch nach Komponisten geordnet. Beinamen und Tonartangaben, die nicht vom jeweiligen Komponisten stammen, sind in [eckigen Klammern] angegeben.

## Nach Ordnungszahl
0., 1., 2., 3., 4., 5., 6., 7., 8., 9., 10., 11., 12., 13., 14., 15., 16., 17., 18., 19., 20., 21., 22., 23., 24., 25., 26., 27., 28., 29., 30., 31., 32., 33., 34., 35., 36., 37., 38., 39., 40., 41. Sinfonie

## A

### Abel, Carl Friedrich(1723–1787)
- Kleine Sinfonie F-Dur

### Aho, Kalevi(* 1949)
- 1. Sinfonie (1969), UA 18. Februar 1971
- 2. Sinfonie (1970/1995), UA 17. April 1973
- 3. Sinfonie für Violine und Orchester (Sinfonia concertante Nr. 1) (1971–73), UA 20. Februar 1975
- 4. Sinfonie (1972–73), UA 12. März 1974
- 5. Sinfonie (1975–76), UA 19. April 1977
- 6. Sinfonie (1979–80), UA 13. März 1980
- 7. Sinfonie (1988), UA 26. Oktober 1988
- 8. Sinfonie, für Orgel und Orchester (1993), UA 4. August 1994
- 9. Sinfonie, für Posaune und Orchester (Sinfonia concertante Nr. 2) (1993–94), UA 2. September 1994
- 10. Sinfonie (1996), UA 6. Februar 1997
- 11. Sinfonie, für 6 Schlagzeuger und Orchester (1997–98), UA 9. März 2000
- 12. Sinfonie Luosto-Sinfonia / „Luosto Symphonie“, für Symphonieorchester, Kammerorchester, 10 off-stage Musiker (Schlagzeug und Blechbläser) und 2 Solisten (Sopran und Tenor) (2002–2003), UA Luosto, Lappland, 16. August 2003
- 13. Sinfonie Sinfonisia luonnekuvia / „Symphonische Charakterisierungen“ (2003), UA 17. März 2005
- 14. Sinfonie Rituaaleja / „Rituale“ für Darabuka, Djembé, Gongs und Kammerorchester (2007), UA 27. November 2007
- 15. Sinfonie (2009–2010), UA 26. März 2011
- 16. Sinfonie, für 60 Streicher, 4 Schlagzeuger und Mezzosopran (2013–2014), Text: „Die Fahrende“ (Gertrud Kolmar), UA: September 2015
- 17. Sinfonie Sinfonisia freskoja (Symphonische Fresken) (2017), UA: 4. April 2019
- 1. Kammersinfonie für 20 Streicher (1976), UA 22. August 1976
- 2. Kammersinfonie für 20 Streicher (1991–92), UA 9. Februar 1992
- 3. Kammersinfonie für Altsaxophon und 20 Streicher (1995–96), UA 26. April 1997

### Alfano, Franco(1876–1954)
- 1. Sinfonie „Classica“ (1912)
- 2. Sinfonie (1931/32)

### Alfvén, Hugo(1872–1960)
- 1. Sinfonie f-Moll op. 7 (1896/97, rev. 1904)
- 2. Sinfonie D-Dur op. 11 (1897/98)
- 3. Sinfonie E-Dur op. 23 (1905)
- 4. Sinfonie c-Moll op. 39 Från Havsbandet „Von den äußersten Schären“ (1918/19)
- 5. Sinfonie a-Moll op. 55 (1942, 1952/53)

### Alwyn, William(1905–1985)
- 1. Sinfonie (1949)
- 2. Sinfonie (1953)
- 3. Sinfonie (1956)
- 4. Sinfonie (1959)
- 5. Sinfonie „Hydriotaphia“ (1973)

### Andreae, Volkmar(1879–1962)
- 1. Sinfonie F-Dur (1900)
- 2. Sinfonie C-Dur op. 31 (1919)

### Antheil, George(1900–1959)
- 1. Sinfonie „Zingareska“ (1920–22, rev. 1923)
- 2. Sinfonie (1931–38)
- 3. Sinfonie „American“ (1935/39)
- 4. Sinfonie „1942“ (1942/43)
- 5. Sinfonie „Joyous“ (1947/48)
- 6. Sinfonie „after Delacroix“ (1948)

### Arenski, Anton(1861–1906)
- 1. Sinfonie h-Moll op. 4 (1883)
- 2. Sinfonie A-Dur op. 22 (1889)

### Arnold, Malcolm(1921–2006)
- 1. Sinfonie op. 22 (1949)
- 2. Sinfonie op. 40 (1953)
- 3. Sinfonie op. 63 (1957)
- 4. Sinfonie op. 71 (1960)
- 5. Sinfonie op. 74 (1960)
- 6. Sinfonie op. 95 (1967)
- 7. Sinfonie op. 113 (1973)
- 8. Sinfonie op. 124 (1978)
- 9. Sinfonie op. 128 (1986)

### Arriaga, Juan Crisóstomo de(1806–1826)
- Sinfonía a gran orquesta in D (1824)

### Atterberg, Kurt(1887–1974)
- 1. Sinfonie op. 3 (1910)
- 2. Sinfonie op. 6 (1911/13)
- 3. Sinfonie op. 10 „Västkustbilder“ (1914/16)
- 4. Sinfonie op. 14 „Sinfonia piccola“ (1918)
- 5. Sinfonie op. 20 „Sinfonia Funebre“ (1922)
- 6. Sinfonie op. 31 (1927/28)
- 7. Sinfonie op. 45 „Sinfonia Romantica“ (1941/42)
- 8. Sinfonie op. 48 (1944/45)
- 9. Sinfonie op. 54 „Sinfonia Visionaria“ (1955/56)

### Aubin, Tony(1907–1981)
- 1. Sinfonie Romantique (1934/36)
- 2. Sinfonie F-dur (1944)

### Auerbach, Lera(* 1973)
- 1. Sinfonie „Chimera“ (2006)
- 2. Sinfonie „Requiem for a Poet“ für Mezzosopran, Violoncello, Chor und Orchester (2006)
- 3. Sinfonie „The Infant Minstrel and his peculiar Menagerie“ für Violine, gemischten Chor und Orchester (2016)
- 4. Sinfonie „Arctica“ für Klavier, Chor und Orchester (2019)

## B

### Bach, Carl Philipp Emanuel(1714–1788)
Fünf Berliner Sinfonien:
- Sinfonie C-Dur Wq 174
- Sinfonie F-Dur Wq 175
- Sinfonie e-moll Wq 178
- Sinfonie Es-Dur Wq 179
- Sinfonie F-Dur Wq 181

- Sinfonie Wq 173
- Sinfonie Wq 179

- Vier Orchestersinfonien Wq 183

Sechs Hamburger Sinfonien Wq 182:
- Sinfonie G-Dur
- Sinfonie B-Dur
- Sinfonie C-Dur
- Sinfonie A-Dur
- Sinfonie h-moll
- Sinfonie E-Dur

### Bach, Johann Christian(1735–1782)
- 90 Sinfonien

### Baguer i Mariner, Carles(1768–1808)
- 1. Sinfonie C-Dur
- 2. Sinfonie c-Moll (1790)
- 3. Sinfonie D-Dur
- 4. Sinfonie D-Dur
- 5. Sinfonie D-Dur
- 6. Sinfonie D-Dur
- 7. Sinfonie D-Dur
- 8. Sinfonie D-Dur
- 9. Sinfonie D-Dur
- 10. Sinfonie D-Dur
- 11. Sinfonie D-Dur
- 12. Sinfonie Es-Dur  (ca. 1786)
- 13. Sinfonie Es-Dur
- 14. Sinfonie Es-Dur
- 15. Sinfonie Es-Dur
- 16. Sinfonie G-Dur (ca. 1790)
- 17. Sinfonie B-Dur
- 18. Sinfonie B-Dur (1790)
- 19. Sinfonie B-Dur (1790)

### Baines, William(1899–1922)
- Sinfonie c-Moll op. 10 (1917)

### Balada, Leonardo(*1933)
- Symphony No. 1 Sinfonia en Negro, a homage to Martin Luther King (1968)
- Symphony No. 2 Cumbres, a short symphony for band (1972)
- Symphony No. 3 Steel Symphony (1972)
- Symphony No. 4 Lausanne (1992)
- Symphony No. 5 American (2003)
- Prague Sinfonietta (2003)
- Symphony No. 6 Symphony of Sorrows (2005)

### Balakirew, Mili(1837–1910)
- 1. Sinfonie C-Dur (1862–67), 1893–97; 1898
- 2. Sinfonie d-Moll (1907/08), UA 23. April 1909

### Barber, Samuel(1910–1981)
- 1. Sinfonie op. 9 (1937)
- 2. Sinfonie op. 19 (1944)

### Baumann, Max(1917–1999)
- 1. Sinfonie op. 14 (1949)
- 2. Sinfonie op. 15 (1950)

### Bax, Arnold(1883–1953)
- 1. Sinfonie Es-Dur (1922)
- 2. Sinfonie e-Moll/C-Dur (1926)
- 3. Sinfonie (1929)
- 4. Sinfonie (1931)
- 5. Sinfonie (1932)
- 6. Sinfonie (1934)
- 7. Sinfonie (1939)
- Symphony in F (1907 als Klavierfassung, 2014 orch. Martin Yates)
- Spring Fire, Symphony (1913)

### Beach, Amy(1867–1944)
- Sinfonie e-Moll „The Gaelic“ op. 32 (1894–1896)

### Beethoven, Ludwig van(1770–1827)
- 1. Sinfonie C-Dur op. 21 (1799/1800), UA 2. April 1800
- 2. Sinfonie D-Dur op. 36 (1802), UA 5. April 1803
- 3. Sinfonie Es-Dur op. 55 „Eroica“ (1803/1804), UA 7. April 1805
- 4. Sinfonie B-Dur op. 60 (1806), UA 15. November 1807
- 5. Sinfonie c-Moll op. 67 [„Schicksalssinfonie“] (1800–1808), UA 22. Dezember 1808
- 6. Sinfonie F-Dur op. 68 „Pastorale“ (1807/1808), UA 22. Dezember 1808
- 7. Sinfonie A-Dur op. 92 (1811/1812), UA 8. Dezember 1813
- 8. Sinfonie F-Dur op. 93 (1811/1812), UA 27. Februar 1814
- 9. Sinfonie d-Moll op. 125 mit Schlusschor über Friedrich Schillers Gedicht An die Freude (1815–1824), UA 7. Mai 1824

### Bendix, Viktor(1851–1926)
- 1. Sinfonie C-dur „Fjeldstigning“ (Das Bergsteigen) op. 16 (1882)
- 2. Sinfonie D-dur „Sommerklange fra Syd-Rusland“ (Sommerklänge aus Südrussland) op. 20 (1887/88)
- 3. Sinfonie a-moll op. 25 (1892)
- 3. Sinfonie d-moll op. 30 (1905, unveröffentlicht)

### Ben-Haim, Paul(1897–1984)
- 1. Sinfonie op. 25 (1939/40)
- 2. Sinfonie op. 36 (1945)

### Bennett, William Sterndale(1816–1875)
- Sinfonie g-Moll op. 43 (1864, überarbeitet 1867) (Auftragskomposition für die Royal Philharmonic Society)

### Berger, Wilhelm(1861–1911)
- 1. Sinfonie B-Dur op. 71 (1898–99)
- 2. Sinfonie h-Moll op. 80 (1900)

### Berlioz, Hector(1803–1869)
- Symphonie fantastique, op. 14 Episoden aus dem Leben eines Künstlers in fünf Teilen (1830)
- Harold en Italie, op. 16 Symphonie in vier Teilen mit konzertanter Viola, basierend auf Lord Byrons Childe Harold’s Pilgrimage (1834)
- Roméo et Juliette, op. 17 dramatische Symphonie mit Soli und Chören (1839)
- Grande Symphonie funèbre et triomphale, op. 15 für sinfonisches Blasorchester (1840)

### Bernstein, Leonard(1918–1990)
- 1. Sinfonie Jeremiah (1944), UA 28. Januar 1944
- 2. Sinfonie The Age of Anxiety (1949), UA 8. April 1949
- 3. Sinfonie Kaddish (1963), UA 10. Dezember 1963

### Berwald, Franz(1796–1868)
- 1. Sinfonie g-Moll „Sinfonie sérieuse“ (1842), UA 10. Januar 1905
- 2. Sinfonie D-Dur „Sinfonie capricieuse“ (1842)
- 3. Sinfonie C-Dur „Sinfonie singulière“ (1845)
- 4. Sinfonie Es-Dur [„Sinfonie naïve“] (1845), UA 9. April 1911

### Bizet, Georges(1838–1875)
- (1.) Sinfonie C-Dur (1855), UA 26. Februar 1935
- Sinfonie „Roma“ C-Dur (1860–68), UA 28. Februar 1869

### Bliss, Arthur(1891–1975)
- A Colour Symphony (1921–22, rev. 1932)
- Morning Heroes - A Choral Symphony (1930)

### Blomdahl, Karl-Birger(1916–1968)
- 1. Sinfonie (1943)
- 2. Sinfonie (1947)
- 3. Sinfonie „Facetter“ (1950)

### Bohnke, Emil(1888–1928)
- Sinfonie op. 16 (1928)

### Borodin, Alexander(1833–1887)
- 1. Sinfonie Es-Dur (1862–67), UA 16. Januar 1869
- 2. Sinfonie h-Moll (1869–77), UA 10. März 1877
- 3. Sinfonie a-Moll (1886/87), UA 24. Oktober 1887 (unvollendet, zwei Sätze fertiggestellt und orchestriert von Alexander Glasunow)

### Børresen, Hakon(1876–1954)
- 1. Sinfonie op. 3 in c-Moll (1901)
- 2. Sinfonie op. 7 in A-Dur „Havet“ (Das Meer) (1904)
- 3. Sinfonie op. 21 in C-Dur (1926)

### Bowen, York(1884–1961)
- 1. Sinfonie G-Dur op. 4 (1902)
- 2. Sinfonie e-Moll op. 31 (1909)
- 3. Sinfonie e-Moll op. 137 (1951) (verloren gegangen, jedoch vorher Aufführung von der BBC ausgestrahlt)
- 4. Sinfonie G-Dur (unvollendet)

### Braga Santos, Joly(1924–1988)
- 1. Sinfonie D-Dur op. 8 „Den Helden und Märtyrern des Zweiten Weltkriegs“ (1947)
- 2. Sinfonie h-Moll op. 13 (1948)
- 3. Sinfonie c-Moll op. 15 (1949)
- 4. Sinfonie e-Moll op. 16 (1950)
- Sinfonietta für Streichorchester op. 33 (1963)
- 5. Sinfonie „Virtus Lusitaniae“ op. 39 (1966)
- 6. Sinfonie op. 45 (1972)

### Brahms, Johannes(1833–1897)
- 1. Sinfonie c-Moll op. 68 (1862–1876), UA 4. November 1876
- 2. Sinfonie D-Dur op. 73 (1877), UA 30. Dezember 1877
- 3. Sinfonie F-Dur op. 90 (1883), UA 2. Dezember 1883
- 4. Sinfonie e-Moll op. 98 (1884/1885), UA 25. Oktober 1885

### Braunfels, Walter(1882–1954)
- Sinfonia Brevis f-Moll op. 69 (1948)

### Brian, Havergal(1876–1972)
- 1. Sinfonie [d-Moll] The Gothic für Soli, Kinderchor, zwei doppelte Chöre und Orchester (1919–27)
- 2. Sinfonie e-Moll (1930/31)
- 3. Sinfonie cis-Moll (1931/32)
- 4. Sinfonie „Das Siegeslied“ für Sopran, doppelten Chor und Orchester (1932/33)
- 5. Sinfonie Wine of Summer für Bariton und Orchester (1937)
- 6. Sinfonie Sinfonia tragica (1948)
- 7. Sinfonie C-Dur (1948)
- 8. Sinfonie b-Moll (1949)
- 9. Sinfonie a-Moll (1951)
- 10. Sinfonie c-Moll (1953/54)
- 11. Sinfonie (1954)
- 12. Sinfonie (1957)
- 13. Sinfonie C-Dur (1959)
- 14. Sinfonie f-Moll (1959/60)
- 15. Sinfonie A-Dur (1960)
- 16. Sinfonie (1960)
- 17. Sinfonie (1960/61)
- 18. Sinfonie (1961)
- 19. Sinfonie e-Moll (1961)
- 20. Sinfonie cis-Moll (1962)
- 21. Sinfonie Es-Dur (1963)
- 22. Sinfonie [f-Moll] „Symphonia brevis“ (1964/65)
- 23. Sinfonie (1965)
- 24. Sinfonie D-Dur (1965)
- 25. Sinfonie a-Moll (1965/66)
- 26. Sinfonie (1966)
- 27. Sinfonie C-Dur (1966)
- 28. Sinfonie c-Moll „Sinfonia“ (1967)
- 29. Sinfonie Es-Dur (1967)
- 30. Sinfonie b-Moll (1967)
- 31. Sinfonie (1968)
- 32. Sinfonie As-Dur (1968)

### Britten, Benjamin(1913–1976)
- Sinfonietta für 5 Bläser und 5 Streicher op. 1 (1932), revidierte Fassung für Kammerorchester (1936)
- Simple Symphony op. 4 für Streicher (1933/34)
- Sinfonia da Requiem op. 20 (1940)
- Spring Symphony op. 44 für Soli, Chor, Knabenchor und Orchester (UA 1949)
- Symphony for Cello and Orchestra op. 68 (1963)

### Bruch, Max(1838–1920)
- 1. Sinfonie Es-Dur op. 28 (1868)
- 2. Sinfonie f-Moll op. 36 (1870)
- 3. Sinfonie E-Dur op. 51 (1887)

### Bruckner, Anton(1824–1896)
- Studiensinfonie f-Moll WAB 99 (1863), UA 18. März 1923
- 0. Sinfonie d-Moll WAB 100 (1869, 1895 „annulirt“ [sic]), UA 12. Oktober 1924 unter Franz Moißl
- 1. Sinfonie c-Moll WAB 101 (1865/66, umgearbeitet 1890/91), UA 8. Mai 1868 unter Anton Bruckner
- 2. Sinfonie c-Moll WAB 102 (1871/1872, umgearbeitet 1876/1877), UA 26. Oktober 1873 unter Anton Bruckner
- 3. Sinfonie d-Moll WAB 103 (1873/1876/1888), UA 12. Dezember 1877 unter Anton Bruckner
- 4. Sinfonie Es-Dur „Romantische“ WAB 104 (1874, 1878–80), UA 20. Februar 1881 unter Hans Richter
- 5. Sinfonie B-Dur WAB 105 (1875/76, umgearbeitet 1877/78), UA 8. April 1894 in von Franz Schalk bearbeiteter Fassung, Originalfassung 23. Oktober 1935 unter Siegmund von Hausegger
- 6. Sinfonie A-Dur WAB 106 (1879–1881), UA des 2. und 3. Satzes 11. Februar 1883, alle Sätze (aber gekürzt) unter Gustav Mahler 26. Februar 1899, ungekürzt 13. Dezember 1901 unter Carl Pohlig
- 7. Sinfonie E-Dur WAB 107 (1881–1883, umgearbeitet 1885), UA 30. Dezember 1884 unter Arthur Nikisch
- 8. Sinfonie c-Moll WAB 108 (1884–1887, umgearbeitet 1889/1890 und 1892), UA 18. Dezember 1892 unter Hans Richter
- 9. Sinfonie d-Moll WAB 109 (1–3: 1887–1894; 4: 1894–1896), UA 1–3: 11. Februar 1903 in von Ferdinand Löwe bearbeiteter Fassung, UA 1–3 (Originalfassung): 2. April 1932 unter Siegmund von Hausegger

### Brun, Fritz(1878–1959)
- 1. Sinfonie h-Moll (1901)
- 2. Sinfonie B-Dur (1911)
- 3. Sinfonie d-Moll (1919)
- 4. Sinfonie E-Dur (1925)
- 5. Sinfonie Es-Dur (1925)
- 6. Sinfonie C-Dur (1932/33)
- 7. Sinfonie D-Dur (1937)
- 8. Sinfonie A-Dur (1942)
- 9. Sinfonie F-Dur (1949/50)
- 10. Sinfonie B-Dur (1953)

### Burgmüller, Norbert(1810–1836)
- 1. Sinfonie c-Moll op. 2 (1831–33), UA 1834
- 2. Sinfonie D-Dur op. 11 (1834/35, unvollendet), UA 1864

### Butting, Max(1888–1976)
- 1. Sinfonie op. 21 (1922)
- 2. Sinfonie op. 29 (1926)
- 3. Sinfonie op. 34 (1928)
- 4. Sinfonie op. 42 (1942)
- 5. Sinfonie op. 43 (1943)
- 6. Sinfonie op. 44 (1945–1953)
- 7. Sinfonie op. 67 (1949)
- 8. Sinfonie „Die Urlaubsreise“ op. 84 (1952)
- 9. Sinfonie op. 94 (1956)
- 10. Sinfonie op. 108 (1963)
- Kammersinfonie op. 25 (1923)
- Sinfonietta mit Banjo op. 37 (1929)
- Sinfonietta op. 100 (1960)

### Büttner, Paul(1879–1943)
- 1. Sinfonie F-Dur (1898)
- 2. Sinfonie G-Dur (1908)
- 3. Sinfonie Des-Dur (1915)
- 4. Sinfonie h-Moll (1918)

## C

### Caldara, Antonio(1670–1736)
- 12 Sinfonie a quattro (1728–35)

### Casella, Alfredo(1883–1947)
- 1. Sinfonie h-Moll op. 5 (1905/6)
- 2. Sinfonie c-Moll op. 12 (1908/9)
- 3. Sinfonie op. 63 (1939/40)

### Chadwick, George(1854–1931)
- 1. Sinfonie c-Moll op. 5 (1882)
- 2. Sinfonie B-Dur op. 21 (1886)
- 3. Sinfonie F-Dur (1894)
- Sinfonietta D-Dur (1904)

### Chatschaturjan, Aram(1903–1978)
- 1. Sinfonie e-Moll (1934)
- 2. Sinfonie e-Moll „Sinfonie mit der Glocke“ (1943, umgearbeitet 1944)
- 3. Sinfonie C-Dur „Sinfonie-Poem“ (1947)

### Chausson, Ernest(1855–1899)
- Sinfonie B-Dur op. 20 (1889/90)

### Chávez Ramírez, Carlos(1899–1978)
- 1. Sinfonie „Sinfonia de Antigona“ (1932)
- 2. Sinfonie „Sinfonia India“ (1936)
- 3. Sinfonie (1951–1954)
- 4. Sinfonie „Sinfonia Romántica“ (1952)
- 5. Sinfonie (1954)
- 6. Sinfonie (1961)

### Cherubini, Luigi(1760–1842)
- Sinfonie D-Dur (1815)

### Chrennikow, Tichon(1913–2007)
- 1. Sinfonie b-Moll op. 4 (1933–1935)
- 2. Sinfonie c-Moll op. 9 (1940–1942, rev. 1944)
- 3. Sinfonie A-Dur op. 22 (1973)

### Clementi, Muzio(1752–1832)
- 1. Sinfonie C-Dur
- 2. Sinfonie D-Dur
- 3. Sinfonie G-Dur „Große Nationale Sinfonie“
- 4. Sinfonie D-Dur

### Cobos, Luis de los(1927–2012)
- Sinfonie Nr. 1 Cursus vitae (1956)
- Sinfonie Nr. 2 El pinar perdido (2012)

### Coleridge-Taylor, Samuel(1875–1912)
- Symphonie a-moll op. 8 (1896)

### Copland, Aaron(1900–1990)
- 1. Sinfonie (1924 als Symphony for Organ and Orchestra, UA 11. Januar 1925; revidiert 1927–28, UA Dezember 1931)
- Short Symphony (1933), UA 23. November 1934
- 3. Sinfonie (1944–46), UA 18. Oktober 1946

### Corigliano, John(* 1938)
- 1. Sinfonie (1988)
- 2. Sinfonie für Streichorchester (2000)
- 3. Sinfonie Circus Maximus für großes Bläserensemble (2004)

### Cowell, Henry(1897–1965)
- 1. Sinfonie (1915–22/47)
- 2. Sinfonie Anthropos (1937/38)
- 3. Sinfonie Gaelic für Band und Streicher (1942)
- 4. Sinfonie Short Symphony (1946)
- 5. Sinfonie (1948)
- 6. Sinfonie (1951/52)
- 7. Sinfonie für kleines Orchester (1952)
- 8. Sinfonie für optionalen Kontraalt, Chor und Orchester (1952)
- 9. Sinfonie (1953)
- 10. Sinfonie (1953)
- 11. Sinfonie Seven Rituals of Music (1953)
- 12. Sinfonie (1955/56)
- 13. Sinfonie Madras (1956–58)
- 14. Sinfonie (1959/60)
- 15. Sinfonie Thesis (1960)
- 16. Sinfonie Icelandic (1962)
- 17. Sinfonie Lancaster (1962/63)
- 18. Sinfonie (1963/64)
- 19. Sinfonie (1964/65)
- 20. Sinfonie (1965)

### Cowen, Frederic(1852–1935)
- Symphonie Nr. 1 c-Moll (1869)
- Symphonie Nr. 2 F-Dur (1872)
- Symphonie Nr. 3 c-Moll Scandinavian (1880)
- Symphonie Nr. 4 b-Moll The Welsh (1884)
- Symphonie Nr. 5 F-Dur (1887)
- Symphonie Nr. 6 E-Dur Idyllic (1897)

## D

### David, Johann Nepomuk(1895–1977)
- Symphonie Nr. 1 a-Moll op. 18 (1936)
- Symphonie Nr. 2 op. 20 (1938)
- Symphonie Nr. 3 op. 28 (1940)
- Symphonie Nr. 4 op. 39 (1945)
- Symphonie Nr. 5 op. 41 (1951)
- Sinfonia preclassica super nomen H-A-S-E op. 44 (1953)
- Symphonie Nr. 6 op. 46 (1954)
- Sinfonia breve op. 47 (1955)
- Symphonie Nr. 7 op. 49 (1956)
- Sinfonia per archi, op. 54 (1959) für Streichorchester
- Symphonie Nr. 8 op. 59 (1964/65)

### Davies, Peter Maxwell(1934–2016)
- Sinfonia (1962)
- 1. Sinfonie (1976)
- 2. Sinfonie (1980)
- 3. Sinfonie (1984)
- 4. Sinfonie (1989)
- 5. Sinfonie (1994)
- 6. Sinfonie (1996)
- 7. Sinfonie (2000)
- 8. Sinfonie Antarctic Symphony (2000)
- 9. Sinfonie (2012)
- 10. Sinfonie Alla ricerca di Borromini (2013)

### Dawson, William L.(1899–1990)
- 1. Sinfonie Es-dur
- Negro Folk Symphony (1934)

### Denisov, Edison(1929–1996)
- Kammersymphonie Nr. 1 (1982)
- Symphonie Nr. 1 (1987)
- Kammersymphonie Nr. 2 (1994)
- Symphonie No. 2 Marsch (1996)

### Diamond, David(1915–2005)
- 1. Sinfonie (1940/41)
- 2. Sinfonie (1942/43)
- 3. Sinfonie (1945)
- 4. Sinfonie (1945)
- 5. Sinfonie (1951, rev. 1964)
- 6. Sinfonie (1951–54)
- 7. Sinfonie (1959)
- 8. Sinfonie (1960)
- 9. Sinfonie (1985)
- 10. Sinfonie (1987/2000)
- 11. Sinfonie (1989–91)

### Dietrich, Albert(1829–1908)
- Sinfonie d-Moll op. 20 (1870, „Seinem Freunde Johannes Brahms gewidmet.“)

### Ding Shan-de(1911–1995)
- Sinfonie „The Long March“ (1962)

### Dohnányi, Ernst von(1877–1960)
- 1. Sinfonie d-Moll op. 9 (1900)
- 2. Sinfonie E-Dur op. 40 (1944)

### Draeseke, Felix(1835–1913)
- 1. Sinfonie G-Dur op. 12 (1868–72), UA 31. Januar 1873
- 2. Sinfonie F-Dur op. 25 (1876), UA 15. Februar 1878
- 3. Sinfonie C-Dur „Symphonia tragica“ op. 40 (1885–86), UA 13. Februar 1888
- 4. Sinfonie G-Dur „Symphonia comica“ WoO 38 (1912), UA 6. Februar 1914

### Dukas, Paul(1865–1935)
- Sinfonie C-Dur (1895/96), UA Januar 1897

### Dutilleux, Henri(1916–2013)
- 1. Sinfonie (1951)
- 2. Sinfonie (1959)

### Dvořák, Antonín(1841–1904)
- 1. Sinfonie c-Moll op. 3 Zlonické zvoni „Die Glocken von Zlonice“ (1865), UA 4. Oktober 1936
- 2. Sinfonie B-Dur op. 4 (1865), UA 11. März 1888
- 3. Sinfonie Es-Dur (ursprünglich op. 10) (1873), UA 29. März 1874
- 4. Sinfonie d-Moll (ursprünglich op. 13) (1874), UA 6. April 1892
- 5. Sinfonie F-Dur op. 76 (ursprünglich op. 24) (1875), UA 25. März 1879
- 6. Sinfonie D-Dur op. 60 (ursprünglich op. 58) (1880), UA 25. März 1881
- 7. Sinfonie d-Moll op. 70 (1884–85), UA 22. April 1885
- 8. Sinfonie G-Dur op. 88 [„Englische“] (1889), UA 2. Februar 1890
- 9. Sinfonie e-Moll op. 95 „Aus der neuen Welt“ (1893), UA 16. Dezember 1893

### Dyson, George(1883–1964)
- Sinfonie G-Dur (1937)

## E

### Eberl, Anton(1765–1807)
- Sinfonie D-Dur WoO 5 (1783)
- Sinfonie G-Dur WoO 6 (1784)
- Sinfonie C-Dur WoO 7 (1785)
- Sinfonie Es-Dur op. 33 (1803)
- Sinfonie d-Moll op. 34 (1804)

### Elgar, Edward(1857–1934)
- 1. Sinfonie As-Dur op. 55 (1908)
- 2. Sinfonie Es-Dur op. 63 (1911)
- 3. Sinfonie c-Moll op. 88 (nur Skizzen, 1932/33)

### Eliasson, Anders(1947–2013)
- 1. Sinfonie (1986) UA: Stockholm, 6. Februar 1987
- 2. Sinfonie (1987; unveröffentlicht)
- 3. Sinfonie Sinfonia concertante (1989), UA: Trondheim, 16. November 1989
- 4. Sinfonie (2005), UA: München, 12. Januar 2007
- Sinfonia di camera (1984), UA: 14. August 1984
- Sinfonia per archi für Streichorchester [Kammersinfonie II] (2001), UA: 9. Februar 2002

### Enescu, George(1881–1955)
- Vier frühe Sinfonien (d-Moll, 1894; F-Dur, 1895; F-Dur, 1896; Es-Dur, 1898)
- 1. Sinfonie Es-Dur op. 13 (1905)
- 2. Sinfonie A-Dur op. 17 (1912–14)
- 3. Sinfonie C-Dur op. 21 für Klavier, Chor und Orchester (1916–18, rev. 1921)
- 4. Sinfonie e-Moll oop. (1934; unvollendet)
- 5. Sinfonie D-Dur oop. (1941; unvollendet)

### Englund, Einar(1916–1999)
- 1. Sinfonie Sotasinfonia „Kriegs-Sinfonie“ (1946)
- 2. Sinfonie Mustarastassinfonia „Die Amsel“ (1948)
- 3. Sinfonie Barbarossa (1969–71)
- 4. Sinfonie Nostalginen „Nostalgische“ (1976) für Streicher und Schlagzeug
- 5. Sinfonie Fennica „Finnische“ (1977)
- 6. Sinfonie Aforismeja „Aphorismen“ (1984) für Chor und Orchester
- 7. Sinfonie (1988)

### Enna, August(1859–1939)
- 1. Sinfonie c-Moll (1886)
- 2. Sinfonie E-Dur (1905)

### Erbse, Heimo(1924–2005)
- 1. Sinfonie „Sinfonie in vier Sätzen“ op. 23 (1963/64)
- 2. Sinfonie op. 29 (1968/70)

### Erdmann, Eduard(1896–1958)
- 1. Sinfonie op. 10 (1919)
- 2. Sinfonie op. 12 (1923)
- 3. Sinfonie op. 19 (1947)
- 4. Sinfonie op. 20 (1951)

### Eröd, Iván(1936–2019)
- 1. Sinfonie op. 67 (1995)
- 2. Sinfonie op. 75 (2000/01)
- 3. Sinfonie (Symphonische Kantate) „Øresund“ op. 90

### Eschpai, Andrei(1925–2015)
- Sinfonie Nr. 1 es-moll (1959)
- Sinfonie Nr. 2 a-moll „Lob an das Licht“ (1962)
- Sinfonie Nr. 3 „Dem Andenken meines Vaters“ (1964)
- Sinfonie Nr. 4 „Sinfonie-Ballett“ (1980/81)
- Sinfonie Nr. 5 (1985)
- Sinfonie Nr. 6 „Liturgische“ für Bariton, Chor und Orchester (1989)
- Sinfonie Nr. 7 (1991/92)
- Sinfonie Nr. 8 (2000)
- Sinfonie Nr. 9 „Vier Verse“ für Erzähler, Chor und Orchester (1998/99?)

## F

### Farrenc, Louise(1804–1875)
- 1. Sinfonie c-Moll op. 32 (1841)
- 2. Sinfonie D-Dur op. 35 (1846)
- 3. Sinfonie g-Moll op. 36 (1847)

### Fesca, Friedrich Ernst(1789–1826)
- 1. Sinfonie Es-Dur op. 6 (ca. 1810/11), UA 1812
- 2. Sinfonie D-Dur op. 10 (ca. 1810)
- 3. Sinfonie D-Dur op. 13 (1816)

### Fibich, Zdeněk(1850–1900)
- 1. Sinfonie F-Dur op. 17 (1883)
- 2. Sinfonie Es-Dur op. 38
- 3. Sinfonie e-Moll op. 53

### Fils, Anton(1733–1760)
- ca. 30 Sinfonien

### Foerster, Josef Bohuslav(1859–1951)
- 1. Sinfonie d-Moll
- 2. Sinfonie F-Dur op. 29
- 3. Sinfonie D-Dur
- 4. Sinfonie c-Moll op. 54 Velická noc „Die große Nacht“; auch „Osternacht“ (1905)
- 5. Sinfonie d-Moll op. 141 (1929)

### Franck, César(1822–1890)
- Sinfonie d-Moll (1886/88), UA 17. Februar 1889

### Franck, Eduard(1817–1893)
- Sinfonie A-Dur op. 47 (ca. 1850–1860); gedruckt 1882
- Sinfonie B-Dur op. 52 (1883)
- Sinfonie a-Moll (1846)
- Sinfonie g-Moll (1852/56)
- Sinfonie B-Dur (1858)

### Franck, Richard(1858–1938)
- Sinfonie D-Dur (–1900)

### Frankel, Benjamin(1906–1973)
- 1. Sinfonie op. 33 (1958)
- 2. Sinfonie op. 38 (1962)
- 3. Sinfonie op. 40 (1964)
- 4. Sinfonie op. 44 (1966)
- 5. Sinfonie op. 46 (1967)
- 6. Sinfonie op. 49 (1969)
- 7. Sinfonie op. 50 (1970)
- 8. Sinfonie op. 53 (1971)

### Fry, William Henry(1813–1864)
- Sinfonie „The Breaking Heart“ (1852)
- Sinfonie „Santa Claus“ (1853)
- Sinfonie „A Day in the Country“ (1853)
- Sinfonie „Child Harold“ (1854)
- Sinfonie „Niagara“ (1854)

### Furtwängler, Wilhelm(1886–1954)
- Sinfonie D-Dur (Fragment, 1902/03)
- Sinfonie h-Moll (Fragment, 1908)
- 1. Sinfonie h-Moll (1941), UA 18. Januar 2000 unter George Alexander Albrecht
- 2. Sinfonie e-Moll (1945), UA 22. Februar 1948 unter Wilhelm Furtwängler
- 3. Sinfonie cis-Moll (1954), UA 1956 (Sätze 1–3) unter Joseph Keilberth

## G

### Gade, Niels(1817–1890)
- 1. Sinfonie c-Moll op. 5 (1842), UA 2. März 1843
- 2. Sinfonie E-Dur op. 10 (1843)
- 3. Sinfonie a-Moll op. 15 (1847)
- 4. Sinfonie B-Dur op. 20 (1850), UA 16. Januar 1851
- 5. Sinfonie d-Moll mit Klavier op. 25 (1852)
- 6. Sinfonie g-Moll op. 32 (1857)
- 7. Sinfonie F-Dur op. 45 (1864), UA 2. März 1865
- 8. Sinfonie h-Moll op. 47 (1871), UA 7. Dezember 1871

### Gallois-Montbrun, Raymond(1918–1994)
- Symphonie japonaise (1951)

### Geißler, Fritz(1921–1984)
- 1. Sinfonie
- 2. Sinfonie (1962–64), UA 13. Oktober 1965
- 3. Sinfonie (1965/66), UA 12. März 1968
- 4. Sinfonie (1967), UA 10. März 1968
- 5. Sinfonie (1968/69), UA 6. Februar 1970
- 6. Sinfonie (1971), UA 1. September 1971
- 7. Sinfonie (1972), UA 22. Februar 1973
- 9. Sinfonie (1974–78), UA 14. Juni 1979
- 10. Sinfonie (1978), UA 2. November 1979
- 11. Sinfonie (1982), UA 13. Oktober 1984

### Genzmer, Harald(1909–2007)
- Sinfonietta für Streichorchester (1953)
- 1. Sinfonie (1957, Neufassung 1970)
- 2. Sinfonie für Streichorchester (1958)
- 3. Sinfonie für großes Orchester (1983/86)
- 4. Sinfonie für großes Orchester (1990)
- 5. Sinfonie für großes Orchester (1998)

### Gernsheim, Friedrich(1839–1916)
- 1. Sinfonie g-Moll op. 32 (1875)
- 2. Sinfonie Es-Dur op. 46 (1882)
- 3. Sinfonie c-Moll op. 54 „Mirjam“ (1887)
- 4. Sinfonie B-Dur op. 62 (1895)

### Gipps, Ruth(1921–1999)
- 1. Sinfonie f-moll op. 22 (1942)
- 2. Sinfonie op. 30 (1945)
- 3. Sinfonie op. 57 (1965)
- 4. Sinfonie op. 61 (1972)
- 5. Sinfonie op. 64 (1982)

### Glass, Louis(1864–1936)
- 1. Sinfonie E-Dur op. 17 (1894)
- 2. Sinfonie c-Moll op. 28 (1899)
- 3. Sinfonie D-Dur op. 30 „Skovsymfoni“ (1901)
- 4. Sinfonie e-Moll op. 42 (1910)
- 5. Sinfonie C-Dur op. 57 „Sinfonia svastika“ (1919)
- 6. Sinfonie op. 60 „Skjoldungeæt“ (1926)

### Glass, Philip(* 1937)
- 1. Sinfonie Low (1992), UA 30. August 1992
- 2. Sinfonie (1994), UA 15. Oktober 1994
- 3. Sinfonie (1995), UA 5. Februar 1995
- 4. Sinfonie Heroes (1996)
- 5. Sinfonie [Choral] (1999), UA 28. August 1999
- 6. Sinfonie Plutonian Ode (2002), UA 3. Februar 2002
- 7. Sinfonie A Toltec Symphony (2005), UA 20. Januar 2005
- 8. Sinfonie (2005), UA 2. November 2005
- 9. Sinfonie (2012)
- 10. Sinfonie (2011)
- 11. Sinfonie (2017)
- 12. Sinfonie (2019)

### Glasunow, Alexander(1865–1936)
- 1. Sinfonie E-Dur op. 5 (1880–82)
- 2. Sinfonie fis-Moll op. 16 (1883–86)
- 3. Sinfonie D-Dur op. 33 (1890)
- 4. Sinfonie Es-Dur op. 48 (1893)
- 5. Sinfonie B-Dur op. 55 (1895)
- 6. Sinfonie c-Moll op. 58 (1896)
- 7. Sinfonie F-Dur op. 77 (1902)
- 8. Sinfonie Es-Dur op. 83 (1905/06)
- 9. Sinfonie d-Moll o. op., einsätziges Fragment (1904–10)

### Glière, Reinhold(1875–1956)
- 1. Sinfonie Es-Dur op. 8 (1900)
- 2. Sinfonie c-Moll op. 25 (1907)
- 3. Sinfonie h-Moll op. 42 „Ilya Muromez“ (1911)

### Godard, Benjamin(1849–1895)
- Symphonie gothique a-moll op. 23 (ca. 1874–78, VÖ 1883)
- Sinfonie B-dur op. 57 (ca. 1879, VÖ 1889)
- Symphonie descriptive: Aurore op. 59 (ca. 1881)
- Symphonie ballet op. 60 (1881)
- Symphonie orientale op. 84 (1883)

### Goetz, Hermann(1840–1876)
- Sinfonie e-Moll (1866), fragmentarisch überliefert
- Sinfonie F-Dur op. 9 (1873)

### Goldmann, Friedrich(1941–2009)
- Sinfonie Nr. 1 (1972/73)
- Sinfonie Nr. 2
- Sinfonie Nr. 3 Inclinatio temporum (1986)
- Sinfonie Nr. 4 (1988)
- Sinfonie Nr. 5

### Goldmark, Karl(1830–1915)
- Sinfonie Nr. 1 op. 26 Ländliche Hochzeit (1877)
- Sinfonie Nr. 2 Es-Dur op. 35 (1887)

### Golubew, Jewgeni(1910–1988)
- 1. Sinfonie op. 11 (1934, rev. 1950)
- 2. Sinfonie op. 17 (1938, rev. 1973)
- 3. Sinfonie op. 21bis (1942, rev. 1974)
- 4. Sinfonie op. 28 (1947)
- 5. Sinfonie a-Moll op. 45 (1960)
- 6. Sinfonie op. 51 (1966)
- 7. Sinfonie b-Moll op. 67 „Heroische“ (1972)

### Górecki, Henryk(1933–2010)
- 1. Sinfonie op. 14 „1959“ (1959)
- 2. Sinfonie op. 31 Kopernikowska (1972)
- 3. Sinfonie op. 36 Symfonia pieśni żałosnych „Sinfonie der Klagelieder“ (1976), UA 1977

### Gottschalk, Louis Moreau(1829–1869)
- 1. Sinfonie La nuit des tropiques (ca. 1858/59), UA 17. April 1861 in Havanna
- 2. Sinfonie A Montevideo (1868)

### Gounod, Charles(1818–1893)
- 1. Sinfonie D-Dur (1855)
- 2. Sinfonie Es-Dur (1855)
- Petite Symphonie B-Dur für neun Bläser (1885)

### Gouvy, Louis Théodore(1819–1898)
- 1. Sinfonie Es-Dur op. 9 (1845)
- 2. Sinfonie F-Dur op. 12 (1848–1849)
- 3. Sinfonie C-Dur op. 20 (1850–1852)
- 4. Sinfonie d-Moll op. 25 (1854, neu instrumentiert 1866)
- 5. Sinfonie B-Dur op. 30 (1865)
- 6. Sinfonie g-Moll op. 87 (1892–1893)

### Graunke, Kurt(1915–2005)
- 1. Sinfonie E-Dur „Die Heimat“ für Orchester mit Chor ad libitum
- 2. Sinfonie (1971–72)
- 3. Sinfonie (1976 – Umarbeitung des Streichquartetts von 1974)
- 4. Sinfonie (1977)
- 5. Sinfonie (1980–81)
- 6. Sinfonie (1981)
- 7. Sinfonie (1982–83)
- 8. Sinfonie (1985)
- 9. Sinfonie (1985–1996)

### Grieg, Edvard(1843–1907)
- 1. Sinfonie c-Moll (1863/64)
- 2. Sinfonie „Im Frühjahr“ (Fragment)

### Groven, Eivind(1901–1977)
- 1. Sinfonie „Innover Viddene“ (1938, Überarbeitung 1951)
- 2. Sinfonie „Midnattstimen“ (1946)

### Guarnieri, Mozart Camargo(1907–1993)
- Symphonie Nr. 1 (1944)
- Symphonie No. 2 Uirapuru (1945)
- Symphonie No. 3 (1952)
- Symphonie No. 4 Brasília (1963)
- Symphonie No. 5 (1977)
- Symphonie No. 6 (1981)

## H

### Halvorsen, Johan(1864–1935)
- 1. Sinfonie c-moll (1923)
- 2. Sinfonie d-moll „Fatum“ (1923, rev. 1928)
- 3. Sinfonie C-dur (1929)

### Hamerik, Asger(1843–1923)
- Sinfonie c-Moll op. 3 (1860), verschollen
- 1. Sinfonie F-Dur op. 29 „Symphonie poètique“ (1879/80)
- 2. Sinfonie c-Moll op. 32 „Symphonie tragique“ (1882/83)
- 3. Sinfonie E-Dur op. 33 „Symphonie lyrique“ (1883/84)
- 4. Sinfonie C-Dur op. 35 „Symphonie majestueuse“ (1888/89)
- 5. Sinfonie g-Moll op. 36 „Symphonie sérieuse“ (1889–91)
- 6. Sinfonie G-Dur op. 38 „Symphonie spirituelle“ für Streichorchester (1897)
- 7. Sinfonie op. 40 „Chorsinfonie“ für Mezzosopran, Chor und Orchester (1898, rev. 1901–06)

### Hanson, Howard Harold(1896–1981)
- 1. Sinfonie e-Moll op. 21 „Nordic“ (1922)
- 2. Sinfonie op. 30 „Romantic“ (1930)
- 3. Sinfonie a-Moll op. 33 (1937)
- 4. Sinfonie op. 34 „The Requiem“ (1943)
- 5. Sinfonie op. 43 „Sinfonia sacra“ (1954)
- 6. Sinfonie (1968)
- 7. Sinfonie „A Sea Symphony“ (1977) für Chor und Orchester nach Gedichten von Walt Whitman

### Harris, Roy(1898–1979)
- 1. Sinfonie (1933)
- 2. Sinfonie (1934)
- 3. Sinfonie (1938, rev. 1939)
- 4. Sinfonie Folksong Symphony mit Chor (1942)
- 5. Sinfonie (1940–1942)
- 6. Sinfonie Gettysburg (1944)
- 7. Sinfonie (1952, rev. 1955)
- 8. Sinfonie San Francisco (1961–1962)
- 9. Sinfonie Polytonality (1962)
- 10. Sinfonie The Abraham Lincoln Symphony (1967)
- 11. Sinfonie (1967)
- 12. Sinfonie Père Marquette (1969)
- 13. Sinfonie Bicentennial Symphony (1976)

### Hartmann, Karl Amadeus(1905–1963)
- 1. Sinfonie „Versuch eines Requiems“ (1935/36, rev. 1954/55)
- 2. Sinfonie (Adagio) (1946)
- 3. Sinfonie (1948/49)
- 4. Sinfonie (1948)
- 5. Sinfonie „Symphonie concertante“ (1950)
- 6. Sinfonie (1951/53)
- 7. Sinfonie (1958)
- 8. Sinfonie (1960/62)

### Harty, Hamilton(1879–1941)
- An Irish Symphony (1904)

### Hashimoto Kunihiko(1904–1949)
- 1. Sinfonie D-dur (1940)
- 2. Sinfonie (1947)

### Haydn, Joseph(1732–1809)
Siehe Liste der Sinfonien Joseph Haydns.

### Haydn, Michael(1737–1806)
- 1. Sinfonie, C-Dur, MH 23 (Perger 35)
- Sinfonie Nr. 1C, Es-Dur, MH 35 (Perger 1)
- 2. Sinfonie, C-Dur, MH 37 (Perger 2)
- 3. Sinfonie, G-Dur (Perger deest)
- 4. Sinfonie, B-Dur, MH 62 (Perger 51)
- 5. Sinfonie, A-Dur, MH 63 (Perger 3)
- 6. Sinfonie, C-Dur, MH 64 (Perger 4)
- 7. Sinfonie, E-Dur, MH 65 (Perger 5)
- 8. Sinfonie, D-Dur, MH 69 (Perger 38)
- 9. Sinfonie, D-Dur, MH 50 (Perger 36)
- 10. Sinfonie, F-Dur, MH 51 (Perger 45)
- 11. Sinfonie, B-Dur, MH 82/184 (Perger 9)
- 12. Sinfonie, G-Dur, MH 108 (Perger 7)
- 13. Sinfonie, D-Dur, MH 132 (Perger 37)
- 14. Sinfonie, B-Dur, MH 133 (Perger 52)
- 15. Sinfonie, D-Dur, MH 150 (Perger 41)
- 16. Sinfonie, A-Dur, MH 152 (Perger 6)
- 17. Sinfonie, E-Dur, MH 151 (Perger 44)
- 18. Sinfonie, C-Dur, MH 188 (Perger 10)
- 19. Sinfonie, D-Dur, MH 198 (Perger 11)
- 20. Sinfonie, C-Dur, MH 252 (Perger 12)
- 21. Sinfonie, D-Dur, MH 272 (Perger 42), 1778
- 22. Sinfonie, D-Dur, MH 287 (Perger 43)
- 23. Sinfonie, F-Dur, MH 284 (Perger 14)
- 24. Sinfonie, A-Dur, MH 302 (Perger 15)
- 25. Sinfonie, G-Dur, MH 334 (Perger 16)
- 26. Sinfonie, Es-Dur, MH 340 (Perger 17)
- 27. Sinfonie, B-Dur, MH 358 (Perger 18)
- 28. Sinfonie, C-Dur, MH 384 (Perger 19)
- 29. Sinfonie, d-Moll, MH 393 (Perger 20)
- 30. Sinfonie, D-Dur, MH 399 (Perger 21)
- 31. Sinfonie, F-Dur, MH 405 (Perger 22)
- 32. Sinfonie, D-Dur, MH 420 (Perger 23)
- 33. Sinfonie, D-Dur, MH 24 (Perger deest)
- 34. Sinfonie, Es-Dur, MH 473 (Perger 26)
- 35. Sinfonie, G-Dur, MH 474 (Perger 27)
- 36. Sinfonie, B-Dur, MH 475 (Perger 28)
- 37. Sinfonie, D-Dur, MH 476 (Perger 29)
- 38. Sinfonie, F-Dur, MH 477 (Perger 30)
- 39. Sinfonie, C-Dur, MH 478 (Perger 31), Salzburg 1788
- 40. Sinfonie, F-Dur, MH 507 (Perger 32), Salzburg 1789
- 41. Sinfonie, A-Dur, MH 508 (Perger 33), Salzburg 1789
- Sinfonie F-Dur, MH 25 (Perger deest)
- Sinfonie G-Dur, MH 26 (Perger deest)
- Finale zu Sinfonie B-Dur, MH 184 (Perger [9])

### Henze, Bruno(1900–1978)
- Sinfonie in A-Dur, op. 38, für Zupforchester (mit Flöte, Oboe, Fagott, Klarinette, Schlagzeug ad lib.), Berlin 1930

### Henze, Hans Werner(1926–2012)
- 1. Sinfonie (1947/63/91)
- 2. Sinfonie (1949)
- 3. Sinfonie (1949–50)
- 4. Sinfonie (1955)
- 5. Sinfonie (1962)
- 6. Sinfonie für zwei Kammerorchester (1969/94)
- 7. Sinfonie (1983–84)
- 8. Sinfonie nach Shakespeares Sommernachtstraum (1992–93)
- 9. Sinfonie nach Anna Seghers’ Das siebte Kreuz (1995–97)
- 10. Sinfonie (1997–2000)

### Herrmann, Bernard(1911–1975)
- 1. Sinfonie (1940/41, rev. 1973)

### Herzogenberg, Heinrich von(1843–1900)
- 1. Sinfonie c-Moll op. 50
- 2. Sinfonie B-Dur op. 70

### Hindemith, Paul(1895–1963)
- Lustige Sinfonietta op. 4 (1916)
- Sinfonie „Mathis der Maler“ (1933/34)
- Sinfonie in Es (1940)
- Symphonia Serena (1946)
- Sinfonie in B für Konzertband (1951)
- Sinfonie „Die Harmonie der Welt“ (1951)
- Pittsburgh Symphony (1958)

### Hoffmann, E. T. A.(1776–1822)
- Sinfonie Es-Dur (1806)

### Hol, Richard(1825–1904)
- 1. Sinfonie c-Moll (1863)
- 2. Sinfonie d-Moll op. 44 (1866)
- 3. Sinfonie B-Dur op. 101 (1867/84)
- 4. Sinfonie A-dur (1889)

### Holmboe, Vagn(1909–1996)
- Symphony Nr. 1, für Kammerorchester, M.85
- Symphony Nr. 2, 1938–9, M.107
- Symphony Nr. 3, Sinfonia rustica, M.126
- Symphony Nr. 4, Sinfonia sacra für Chor und Orchester, M.132
- Symphony Nr. 5, 1944, M.145
- Symphony Nr. 6, 1947, M.155
- Symphony Nr. 7, 1950, M.167
- Kammersinfonie Nr. 1, 1951, M.171
- Symphony Nr. 8, Sinfonia boreale, M.175
- Sinfonia in memoriam, 1954-5, M.185
- Sinfonia I für Streicher, M.194
- Sinfonia II für Streicher, M.196
- Sinfonia III für Streicher, M.200
- Sinfonia IV für Streicher Kairos, M. 215
- Symphony Nr. 9, 1967–9, M.235
- Kammersymphonie Nr. 2, 1968, M.240
- Kammersymphonie Nr. 3, 1969–70, M.246
- Symphony Nr. 10, 1970–2, M.250
- Symphony Nr. 11, 1980–1, M.304
- Symphony Nr. 12, 1988, M.338
- Symphony Nr. 13, 1993–4, M.362

### Holst, Gustav(1874–1934)
- Sinfonie F-Dur „The Cotswolds“ (1899–1900)

### Honegger, Arthur(1892–1955)
- 1. Sinfonie (1930)
- 2. Sinfonie (1941)
- 3. Sinfonie Symphonie liturgique (1946) mit 2. Satz: De profundis
- 4. Sinfonie Deliciae Basilienses (lat. „Basler Freuden“) (1946)
- 5. Sinfonie Di tre re (1950)

### Hovhaness, Alan(1911–2000)
- 1. Sinfonie Exile op. 17, No.2 (1936, Neukomposition 2. Satz um 1970)
- 2. Sinfonie Mysterious Mountain op. 132 (1955)
- 3. Sinfonie op. 148 (1956)
- 4. Sinfonie für Blasorchester op. 165 (1958)
- 5. Sinfonie op. 170 (1953, revidiert 1963)
- 6. Sinfonie Celestial Gate für kleines Orchester op. 173 (1959)
- 7. Sinfonie Nanga Parvat für sinfonisches Blasorchester op. 178 (1959)
- 8. Sinfonie Arjuna für Klavier und Orchester op. 179 (1947)
- 9. Sinfonie Saint Vartan op. 180 (1949)
- 10. Sinfonie Vahaken op. 184 (1944, revidiert 1965)
- 11. Sinfonie All Men Are Brothers op. 186 (1960, revidiert 1969)
- 12. Sinfonie Choral für Chor, Sopran, Alt, Tenor, Bass, Orchester und Tonband op. 188 (1960)
- 13. Sinfonie Ardent Song op. 190 (1954, revidiert 1960)
- 14. Sinfonie Ararat für sinfonisches Blasorchester op. 194 (1960)
- 15. Sinfonie Silver Pilgrimage op. 199 (1962)
- 16. Sinfonie Kayagum für Streicher, Perkussion, Harfe und 6 koreanische Instrumente op. 202 (1962)
- 17. Sinfonie Symphony for Metal Orchestra für 6 Flöten, 3 Posaunen und Metall-Perkussion op. 203 (1963)
- 18. Sinfonie Circe op. 204a (1963)
- 19. Sinfonie Vishnu op. 217 (1966)
- 20. Sinfonie Three Journeys to a Holy Mountain für Blasorchester op. 223 (1968)
- 21. Sinfonie Symphony Etchmiadzin op. 234 (1968)
- 22. Sinfonie City Of Light op. 236 (1970)
- 23. Sinfonie Ani für große Band & Bläserchor ad lib. op. 249 (1972)
- 24. Sinfonie Majnun für Tenor, Chor (SATB), Trompete, Violine und Streicher op. 273 (1973)
- 25. Sinfonie Odysseus op. 275 (1973)
- 26. Sinfonie op. 280 (1975)
- 27. Sinfonie op. 285 (1976)
- 28. Sinfonie op. 286 (1976)
- 29. Sinfonie für Baritonhorn und Orchester op. 289 (1976)
- 30. Sinfonie op. 293 (1976)
- 31. Sinfonie für Streichorchester op. 294 (1977)
- 32. Sinfonie The Broken Wings op. 296 (1977)
- 33. Sinfonie op. 307 (1977)
- 34. Sinfonie für Bassposaune und Streicher op. 310 (1977)
- 35. Sinfonie für 2 Orchester einschließlich koreanischer Instrumente op. 311 (1978)
- 36. Sinfonie für Flöte und Orchester op. 312 (1978)
- 37. Sinfonie op. 313 (1978)
- 38. Sinfonie für Sopran, Flöte, Trompete und Streicher op. 314 (1978)
- 39. Sinfonie für Gitarre und Orchester op. 321 (1978)
- 40. Sinfonie op. 324 (1979)
- 41. Sinfonie op. 330 (1979)
- 42. Sinfonie op. 332 (1979)
- 43. Sinfonie für Oboe, Trompete, Pauken und Streicher op. 334 (1979)
- 44. Sinfonie op. 339 (1980)
- 45. Sinfonie op. 342 (1954)
- 46. Sinfonie To The Green Mountains op. 347 (1980)
- 47. Sinfonie Walla Walla, Land of Many Waters op. 348 (1980)
- 48. Sinfonie Vision Of Andromeda op. 355 (1981)
- 49. Sinfonie Christmas Symphony für Streichorchester op. 356 (1981)
- 50. Sinfonie Mount St.  Helens op. 360 (1982)
- 51. Sinfonie für Trompete und Streicher op. 364 (1982)
- 52. Sinfonie Journey To Vega op. 372 (1983)
- 53. Sinfonie Star Dawn op. 377 (1983)
- 54. Sinfonie op. 378 (1983)
- 55. Sinfonie op. 379 (1983)
- 56. Sinfonie op. 380 (1983)
- 57. Sinfonie Cold Mountain op. 381 (1983)
- 58. Sinfonie Symphony Sacra op. 389 (1985)
- 59. Sinfonie op. 395 (1985)
- 60. Sinfonie To The Appalachian Mountains op. 396 (1985)
- 61. Sinfonie op. 397 (1986)
- 62. Sinfonie Oh Let Man Not Forget These Words Divine für Bariton, Trompete und Streicher op. 402 (1987–88)
- 63. Sinfonie Loon Lake op. 411 (1988)
- 64. Sinfonie Agiochook für Trompete und Streicher op. 422
- 65. Sinfonie Artstakh op. 427 (1991)
- 66. Sinfonie Hymn to Glacier Peak op. 428 (1992)
- 67. Sinfonie Hymn To The Mountains op. 429 (1992)
- Chamber symphony Mountains and Rivers Without End für 10 Spieler op. 225 (1968)

### Huber, Hans(1852–1921)
- Sinfonie Es-Dur, unvollständig (1870–1877)
- Sinfonie Nr. 1 d-Moll Tell-Sinfonie (1880)
- Sinfonie A-Dur, ursprünglich 2. Sinfonie, vom Komponisten zurückgezogen (1889)
- Sinfonie Nr. 2 e-Moll Böcklin (1897, 1900)
- Sinfonie Nr. 3 C-Dur Heroische (1902)
- Sinfonie Nr. 4 A-Dur Akademische (1903, 1917)
- Sinfonie Nr. 5 F-Dur Romantische, Der Geiger von Gmünd (1905)
- Sinfonie Nr. 6 A-Dur Giojosa (1911)
- Sinfonie Nr. 7 d-Moll Schweizerische (1917)
- Sinfonie Nr. 8 F-Dur Frühling (1920)

### Huber, Michael F. P.(* 1971)
- 1. Sinfonie op. 38, UA 28. Februar 2009
- 2. Sinfonie op. 44, UA 23. Januar 2011
- 3. Sinfonie op. 52, UA 7. April 2013
- 4. Sinfonie op. 64, UA 26. März 2017
- 5. Sinfonie op. 67 “Maximilianus” für symphonisches Blasorchester, UA 23. Juli 2019

### Hummel, Bertold(1925–2002)
- 1. Sinfonie „Sinfonie für Streicher“ op. 20 (1959/64)
- 2. Sinfonie „Reverenza“ op. 30 (1966)
- 3. Sinfonie „Jeremiah“ op. 100 (1996)

### Huth, Alfred(1892–1971)
- 1. Sinfonie op. 28 (1928)
- 2. Sinfonie op. 36 (1929)
- 3. Sinfonie op. 44 (1932)

## I

### Indy, Vincent d’(1851–1931)
- 1. Sinfonie A-Dur „Symphonie italienne“ (1870–72); nicht veröffentlicht
- Jean Hundaye. Sinfonie op. 5 (1874–75); nicht veröffentlicht
- Symphonie sur un chant montagnard français („Symphonie cévenole“) für Klavier und Orchester op. 25 (1886)
- 2. Sinfonie B-Dur op. 57 (1902–03)
- 3. Sinfonie „Sinfonia brevis (de bello gallico)“ op. 70 (1916–18)

### Ippolitow-Iwanow, Michail(1859–1935)
- 1. Sinfonie e-Moll op. 46 (1907)
- 2. Sinfonie „Karelia“ (1935); unvollendet

### Ives, Charles(1874–1954)
- 1. Sinfonie (1897/98)
- 2. Sinfonie (1897/1909)
- 3. Sinfonie (1901/04)
- 4. Sinfonie (1909/16), komplette UA 1965
- Universe Symphony (1911–1916, 1927–1951), komplette UA 1965

## J

### Janáček, Leoš(1854–1928)
- Sinfonietta (1926), UA 26. Juni 1926

### Jackson, Joe(* 1954)
- Symphony No. 1 (1999)

### Jolivet, André(1905–1974)
- 1. Sinfonie (1953)
- 2. Sinfonie (1959)
- Sinfonie für Streicher (1961)
- 3. Sinfonie (1964)

### Jonsson, Josef(1887–1969)
- 1. Sinfonie h-Moll op. 23 „Nordland“ (1919–22)
- 2. Sinfonie d-moll op. 34 (1931)
- 3. Sinfonie (1947)
- Kammersinfonie (1949)

## K

### Kabeláč, Miloslav(1908–1979)
- 1. Sinfonie D-Dur für Streichorchester und Perkussionsinstrumente op. 11
- 2. Sinfonie op. 15 (1942–1946)
- 3. Sinfonie F-Dur für Orgel, Blechblasinstrumente und Pauken op. 33 (1957)
- 4. Sinfonie A-Dur „Camerata“ op. 36 (1958)
- 5. Sinfonie h-Moll „Dramatische“ für Sopran und großes Orchester op. 41 (1960)
- 6. Sinfonie „Concertante“ für Klarinette und Orchester op. 44
- 7. Sinfonie für Rezitator und Orchester op. 52
- 8. Sinfonie „Antifóny“ für Sopransolo, gemischten Chor, Schlagzeug und Orgel in fünf Sätzen und vier Intermedien op. 54

### Kaiser-Lindemann, Wilhelm(1940–2010)
- 1. Sinfonie Von den letzten Tagen für Orgel, Blechbläser und Schlagzeug op. 3 (1975/76)
- 2. Sinfonie für sehr großes Orchester op. 11 [Fragment] (1981)
- 3. Sinfonie Udbodhan für Orchester mit Koloratursopran op. 18 (1987)
- 4. Sinfonie Bajan-Symphonie für sehr großes Orchester mit Chor, Orgel und Solo-Klavier op. 25 (1993)
- 5. Sinfonie Hommages für großes Orchester op. 26 (1995)
- 6. Sinfonie Schleswig-Holstein-Bilder für 2 Solo-Stimmen, Chor, Orgel und Orchester op. 38 (2006)

### Kalinnikow, Wassili(1866–1901)
- 1. Sinfonie g-Moll (1895)
- 2. Sinfonie A-Dur (1897)

### Kantscheli, Gija(1935–2019)
- Symphonie Nr. 1 (1967)
- Symphonie Nr. 2 Liedgesänge (1970)
- Symphonie Nr. 3 (1973)
- Symphonie Nr. 4 In memoria di Michelangelo (1974)
- Symphonie Nr. 5 Zum Gedenken an meine Eltern (1977)
- Symphonie Nr. 6 (1978–80)
- Symphonie Nr. 7 Epilog (1986)

### Kapp, Artur(1878–1952)
- 1. Sinfonie f-Moll Quasi una fantasia (1923)
- 2. Sinfonie h-Moll (1944–45)
- 3. Sinfonie cis-Moll (1947)
- 4. Sinfonie Noortesümfoonia (1948)

### Kapp, Villem(1913–1964)
- 1. Sinfonie (1947)
- 2. Sinfonie c-Moll (1955)

### Keuris, Tristan(1946–1996)
- Sinfonia (1974) für diese Komposition erhielt er 1976 den Matthijs Vermeulen-Preis
- Symphonie in D (1995)

### Khatchaturian, Aram (1903–1978)
- siehe: Chatschaturjan, Aram

### Klami, Uuno(1900–1961)
- Symphonie enfantine Op. 17 (1928)
- Symphonie Nr. 1 (1937–38)
- Symphonie Nr. 2 op. 35 (1945)

### Klenau, Paul von(1883–1946)
- 1. Sinfonie f-Moll (1908)
- 2. Sinfonie (1911)
- 3. Sinfonie (1913)
- 4. Sinfonie Dante-Symphonie (1913)
- 5. Sinfonie Triptikon (1939)
- 6. Sinfonie Nordische Symphonie (1940)
- 7. Sinfonie Sturmsymphonie (1941)
- 8. Sinfonie Im Alten Stil (1942)
- 9. Sinfonie für Chor und Orchester (1945)

### Klughardt, August(1847–1902)
- Sinfonie „Waldleben“ (1871, zurückgezogen)
- 1. Sinfonie op. 27 „Lenore“ (1873)
- 2. Sinfonie f-Moll op. 34 (1876)
- 3. Sinfonie D-Dur op. 37 (um 1880)
- 4. Sinfonie c-Moll op. 57 (1897)
- 5. Sinfonie c-Moll op. 71 (1897), Bearbeitung des Sextetts op. 58

### Koch, Erland von(1910–2009)
- 2. Sinfonie „Sinfonia dalecarlica“ (1945)
- 3. Sinfonie op. 38 (1948)
- 4. Sinfonie op. 51 „Sinfonia seria“ (1962)
- 5. Sinfonie „Lapponica“ (1976/77)
- 6. Sinfonie „Salvare la terra“ (1991/92)

### Kochan, Günter(1930–2009)
- Sinfonie mit Chor (1963/64)
- 2. Sinfonie (1968)
- 3. Sinfonie (1972)
- 4. Sinfonie (1983/84)
- 5. Sinfonie (1985–87)
- 6. Sinfonie (2003–06)

### Kodály, Zoltán(1882–1967)
- Sinfonie C-Dur (1961)

### Koetsier, Jan(1911–2006)
- 1. Sinfonie op. 29 (1945)
- 2. Sinfonie für Chor und Orchester op. 30 (1946)
- 3. Sinfonie op. 40 (1954)

### Korngold, Erich Wolfgang(1897–1957)
- Sinfonietta H-Dur op. 5 (1912)
- Sinfonie in Fis op. 40 (1952)

### Kraus, Joseph Martin(1756–1792)
- Sinfonie A-Dur VB 128
- Sinfonie „Sinfonia buffa“ VB 129
- Sinfonie f-Moll VB 130
- Sinfonie C-Dur „Violino obligato“ VB 138
- Sinfonie C-Dur VB 139
- Sinfonie cis-Moll VB 140
- Sinfonie e-Moll VB 141
- Sinfonie c-Moll VB 142
- Sinfonie D-Dur VB 143
- Sinfonie Es-Dur VB 144
- Sinfonie F-Dur VB 145
- Sinfonie D-Dur „Sinfonia per la Chiesa“ VB 146
- Sinfonie c-Moll „Trauersinfonie“ VB 148

### Krenek, Ernst(1900–1991)
- 1. Sinfonie op. 7 (1921)
- 2. Sinfonie op. 12 (1922)
- 3. Sinfonie op. 16 (1922)
- 4. Sinfonie op. 113 (1947)
- 5. Sinfonie op. 119 (1949)

### Krommer, Franz(1759–1831)
- 1. Sinfonie F-dur op. 12 (1798)
- 2. Sinfonie D-dur op. 40 (1803)
- 3. Sinfonie D-dur op. 62 (1807)
- 4. Sinfonie c-moll op. 102 (1820)
- 5. Sinfonie Es-dur op. 105 (1823)
- 6. Sinfonie D-dur WoO (1823)
- 7. Sinfonie g-moll WoO (1824)
- 8. Sinfonie (verloren gegangen)
- 9. Sinfonie C-dur WoO (1830)

## L

### Lachner, Franz(1803–1890)
- 1. Sinfonie Es-Dur op. 32 (1828)
- 2. Sinfonie F-Dur (1833)
- 3. Sinfonie d-Moll op. 41 (1834)
- 4. Sinfonie E-Dur (1834)
- 5. Sinfonie c-Moll „Preis-Sinfonie“ op. 52 (1835)
- 6. Sinfonie D-Dur op. 6 (1837)
- 7. Sinfonie d-Moll op. 58 (1839)
- 8. Sinfonie g-Moll op. 100 (1851)

### Lajtha, László(1892–1963)
- 1. Sinfonie op. 24 (1936)
- 2. Sinfonie op. 27 (1938)
- 3. Sinfonie op. 45 (1948)
- 4. Sinfonie Le Printemps op. 52 (1951)
- 5. Sinfonie op. 55 (1952)
- 6. Sinfonie op. 61 (1955)
- 7. Sinfonie Révolution op. 63 (1957)
- 8. Sinfonie op. 66 (1959)
- 9. Sinfonie op. 67 (1961)

### Lalo, Édouard(1823–1892)
- Sinfonie g-Moll (1886)

### Lang, Benjamin(* 1976)
- Sinfonie Nr. 1 (2008)

### Langgaard, Rued(1893–1952)
- 1. Sinfonie Klippepastoraler (1908–11)
- 2. Sinfonie Vaarbrud (1912–14, rev. 1926–33)
- 3. Sinfonie Ungdomsbrus (1915–16)
- 4. Sinfonie Løvfald (1916/1920)
- 5. Sinfonie Steppenatur (2 Fassungen: 1917/18 und 1931)
- 6. Sinfonie Det Himmelrivende (1919–20, rev. 1928–30)
- 7. Sinfonie Ved Tordenskjold i Holmens Kirke (2 Fassungen: 1925–26 und 1930–32)
- 8. Sinfonie Minder ved Amalienborg (1926–34)
- 9. Sinfonie Fra Dronning Dagmars By (1942)
- 10. Sinfonie Hin Torden-Bolig (1944–45)
- 11. Sinfonie Ixion (1944–45)
- 12. Sinfonie Hélsingeborg (1946)
- 13. Sinfonie Undertro (1946–47)
- 14. Sinfonie Morgenen (1947–48, rev. 1951)
- 15. Sinfonie Søstormen (1949)
- 16. Sinfonie Syndflod af Sol (1950–51)

### Larsson, Lars-Erik(1908–1986)
- 1. Sinfonie D-Dur op. 2 (1927/28)
- 2. Sinfonie op. 17 (1936/37)
- 3. Sinfonie c-Moll op. 34 (1944/45)

### Lauber, Joseph(1864–1952)
- 1. Sinfonie Es-Dur (1895)
- 2. Sinfonie a-Moll (1896)
- 3. Sinfonie h-Moll (1896)
- 4. Sinfonie c-Moll (1913)
- 5. Sinfonie B-Dur (1918)
- 6. Sinfonie D-Dur

### Liszt, Franz(1811–1886)
- Faust-Sinfonie (1854)
- Dante-Sinfonie (1857)

### Ljapunow, Sergei(1859–1924)
- 1. Sinfonie h-Moll op. 12 (1887)
- 2. Sinfonie b-Moll op. 66 (1917)

### Lutosławski, Witold(1913–1994)
- 1. Sinfonie (1941–1947)
- 2. Sinfonie (1965–1967)
- 3. Sinfonie (1981–1983)
- 4. Sinfonie (1988–1992)

### Ljatoschynskyj, Boris(1894–1968)
- Symphonie Nr. 1 A-Dur op. 2 (1918–1919)
- Symphonie Nr. 2 h-Moll op. 26 (1935–1936) 1940 überarbeitet
- Symphonie Nr. 3 h-Moll op. 50 Zum 25. Jubiläum der Oktoberrevolution (1951)
- Symphonie Nr. 4 h-Moll op. 63 (1963)
- Symphonie Nr. 5 C-Dur Slawische op. 67 (1965–1966)

## M

### Madetoja, Leevi(1887–1947)
- 1. Sinfonie op. 29 (1915)
- 2. Sinfonie op. 35 (1918)
- 3. Sinfonie op. 55 (1926)

### Magnard, Albéric(1865–1914)
- 1. Sinfonie c-Moll op. 4 (1890)
- 2. Sinfonie E-Dur op. 6 (1893)
- 3. Sinfonie b-Moll op. 11 (1895/96)
- 4. Sinfonie cis-Moll op. 21 (1913)

### Mahler, Gustav(1860–1911)
- 1. Sinfonie D-Dur [„Titan“] (1884–88), UA 20. November 1889
- 2. Sinfonie [c-Moll] [„Auferstehungssinfonie“] (1888–94), UA 13. Dezember 1895
- 3. Sinfonie d-Moll (1895/96), UA 9. Juni 1902
- 4. Sinfonie [G-Dur] (1899/1901), UA 25. November 1901
- 5. Sinfonie [cis-Moll] (1901/03), UA 18. Oktober 1904
- 6. Sinfonie a-Moll [„Tragische“] (1903/04), UA 27. Mai 1906
- 7. Sinfonie [E-Moll] [„Lied der Nacht“] (1904/05), UA 19. September 1908
- 8. Sinfonie Es-Dur [„Sinfonie der Tausend“] (1906/07), UA 12. September 1910
- Das Lied von der Erde. Eine Sinfonie für eine Tenor- und eine Alt- (oder Bariton-)Stimme und Orchester (nach Hans Bethges Die chinesische Flöte) (1907/08), UA 20. November 1911
- 9. Sinfonie [D-Dur] (1908/10), UA 26. Juni 1912
- 10. Sinfonie Fis-Dur (1910), UA 14. Oktober 1924

### Malipiero, Gian Francesco(1882–1973)
- 1. Sinfonie in quattro tempi, come le quattro stagioni (1933)
- 2. Sinfonie elegiaca (1936)
- 3. Sinfonie delle campane (1944–1945)
- 4. Sinfonie in memoriam (1946)
- 5. Sinfonie concertante, in eco (1947)
- 6. Sinfonie degli archi (1947)
- 7. Sinfonie delle canzoni (1948)
- 8. Sinfonie Symphonia brevis (1964)
- 9. Sinfonie dell’ahimè (1966)
- 10. Sinfonie Atropo (1967)
- 11. Sinfonie delle cornamuse (1969)
- Sinfonia degli eroi (1905)
- Sinfonia del mare (1906)
- Sinfonie del silenzio e de la morte (1909–1910)
- Sinfonia in un tempo (1950)
- Sinfonia dello zodiaco (1951)
- Sinfonia per Antigenida (1962)

### Marttinen, Tauno(1912–2008)
- 1. Sinfonie op. 2 (1958)
- 2. Sinfonie op. 4 (1959)
- 3. Sinfonie op. 18 (1960–62)
- 4. Sinfonie op. 31 (1964)
- 5. Sinfonie op. 35 „Der Priester“ (1967–72)
- 6. Sinfonie op. 92 (1974–75)
- 7. Sinfonie op. 136 (1977)
- 8. Sinfonie op. 224 (1983)
- 9. Sinfonie op. 260 (1986–88)
- 10. Sinfonie (1998)

### Martinů, Bohuslav(1890–1959)
- 1. Sinfonie H 289 (1942)
- 2. Sinfonie H 195 (1943)
- 3. Sinfonie H 299 (1944)
- 4. Sinfonie H 305 (1945)
- 5. Sinfonie H 310 (1946)
- 6. Sinfonie H 343 „Symphonische Phantasien“ (1953)

### Martucci, Giuseppe(1856–1909)
- 1. Sinfonie d-Moll op. 75
- 2. Sinfonie F-Dur op. 81

### Marx, Joseph(1882–1964)
- Eine Herbstsymphonie (1921)
- Sinfonia in modo classico für Streichorchester (1944)

### Marxsen, Eduard(1806–1887)
- Große Symphonie in c-Moll
- Große Symphonie (in A-Dur) (nach op. 47 von Beethoven)
- Große Symphonie in a-Moll minore (nach einer Sonate von F. Schubert [D 845])
- Große Symphonie in A-Dur
- Große Symphonie in g-Moll

### Maury, Arnold(1927–2018)
- 1. Kammersinfonie (1961)
- 1. Sinfonie (1979)
- 2. Sinfonie „Traumfahrt“ (1981)
- 3. Sinfonie (1983)
- 4. Sinfonie (1984)
- 2. Kammersinfonie für 18 Instrumente (1987)
- 5. Sinfonie (2000)
- Kammersinfonie in einem Satz (2005)

### Méhul, Étienne Nicolas(1763–1817)
- Symphonie Nr. 1 g-moll (1808)
- Symphonie Nr. 2 D-dur (1809)
- Symphonie Nr. 3 C-dur (1810)
- Symphonie Nr. 4 E-dur (1810)

### Melartin, Erkki(1875–1937)
- Symphonie Nr. 1 c-Moll op. 30 Nr. 1 (1902)
- Symphonie Nr. 2 e-Moll op. 30 No. 2 (1904)
- Symphonie Nr. 3 F-Dur, op. 40 (1906–07)
- Symphonie Nr. 4 Kesäsinfonia (Sommer Symphonie) E-Dur op. 80 (1912)
- Symphonie Nr. 5 Sinfonia brevis a-Moll op. 90 (1915)
- Symphonie Nr. 6 op. 100 (1924)
- Symphonie Nr. 7 Sinfonia gaia op. 149 (1935–1936, nur Skizzen)
- Symphonie Nr. 8 op. 186 (1936–1937, nur Skizzen)

### Mendelssohn Bartholdy, Felix(1809–1847)
- 1. Sinfonie c-Moll op. 11 (1824), UA 14. November 1824 (?)
- [2. Sinfonie] Lobgesang B-Dur op. 52, (1840), UA 25. Juni 1840
- 3. Sinfonie a-Moll op. 56 „Schottische“ (1829–32, überarbeitet 1841/42), UA 3. März 1842
- 4. Sinfonie A-Dur op. posthum 90 „Italienische“ (1830–1833, überarbeitet 1834–37), UA 13. Mai 1833
- 5. Sinfonie d-Moll op. posthum 107 „Reformationssinfonie“ (1829/30), UA 15. November 1832

### Messiaen, Olivier(1908–1992)
- Turangalîla-Sinfonie (1946–1948), UA 1949

### Meyer, Ernst Hermann(1905–1988)
- Sinfonie für Streicher (1947–1958)
- Konzertante Sinfonie für Klavier und Orchester (1961)
- Sinfonie in B (1969, Erstfassung als Sinfonietta 1967)
- Kontraste, Konflikte, Sinfonia (1977)
- Sinfonietta (1980)

### Meyer, Krzysztof(* 1943)
- Sinfonie Nr. 1 op. 10 (1964)
- Sinfonie Nr. 2 Epitaphium Stanisław Wiechowicz in memoriam für gem. Chor und Orchester nach Worten von J. Tuwim op. 14 (1967)
- Sinfonie Nr. 3 Symphonie d’Orphée für Chor und Orchester nach Worten von Paul Valéry op. 20 (1968)
- Sinfonie Nr. 4 op. 31 (1973)
- Sinfonie D-Dur im Stile von Mozart op. 41 (1977)
- Sinfonie Nr. 5 für Streichorchester op. 44 (1979)
- Sinfonie Nr. 6 Polnische op. 57 (1982)
- Sinfonie Nr. 7 Sinfonia del tempo que passa op. 97 (2007)
- Sinfonie Nr. 8 Sinfonia da requiem (2009)

### Milhaud, Darius(1892–1974)
- 1. Sinfonie
- 2. Sinfonie op. 247
- 3. Sinfonie op. 271
- 4. Sinfonie op. 281
- 5. Sinfonie
- 6. Sinfonie
- 7. Sinfonie
- 8. Sinfonie op. 362 „Rhodanienne“
- 9. Sinfonie
- 10. Sinfonie op. 382
- 11. Sinfonie op. 384
- 12. Sinfonie op. 390

### Mjaskowski, Nikolai(1881–1950)
- 1. Sinfonie c-Moll op. 3 (1908, rev. 1921)
- 2. Sinfonie cis-Moll op. 11 (1910/11)
- 3. Sinfonie a-Moll op. 15 (1914)
- 4. Sinfonie e-Moll op. 17 (1917/18)
- 5. Sinfonie D-Dur op. 18 (1918)
- 6. Sinfonie es-Moll op. 23 mit Chor ad libitum (1921–23, rev. 1947)
- 7. Sinfonie h-Moll op. 24 (1922)
- 8. Sinfonie A-Dur op. 26 (1924/25)
- 9. Sinfonie e-Moll op. 28 (1926/27)
- 10. Sinfonie f-Moll op. 30 [„Der eherne Reiter“] (1926/27)
- 11. Sinfonie b-Moll op. 34 (1931/32)
- 12. Sinfonie g-Moll op. 35 [„Kolchos-Sinfonie“] (1931/32)
- 13. Sinfonie b-Moll op. 36 (1933)
- 14. Sinfonie C-Dur op. 37 (1933)
- 15. Sinfonie d-Moll op. 38 (1933/34)
- 16. Sinfonie F-Dur op. 39 (1935/36) [„Sowjetische Eroica“]
- 17. Sinfonie gis-Moll op. 41 (1936/37)
- 18. Sinfonie C-Dur op. 42 (1937)
- 19. Sinfonie Es-Dur op. 46 für Blasorchester (1939)
- 20. Sinfonie E-Dur op. 50 (1940)
- 21. Sinfonie fis-Moll op. 51 (1940)
- 22. Sinfonie h-Moll op. 54 [„Sinfonische Ballade vom Großen Vaterländischen Krieg“] (1941)
- 23. Sinfonie a-Moll op. 56 „Sinfonische Suite“ (1941)
- 24. Sinfonie f-Moll op. 63 (1943)
- 25. Sinfonie Des-Dur op. 69 (1946, rev. 1949)
- 26. Sinfonie C-Dur op. 79 (1948)
- 27. Sinfonie c-Moll op. 85 (1949)
- Sinfonietta A-Dur op. 10 (1910/11, rev. 1943)
- 1. Sinfonietta für Streichorchester h-Moll op. 32/2 (1929)
- 2. Sinfonietta für Streichorchester a-Moll op. 68 (1945/46)

### Moeran, Ernest John(1894–1950)
- 1. Sinfonie g-Moll (1924–1937)
- 2. Sinfonie Es-Dur (1939–1950), unvollendetes Particell
- Sinfonietta (1944)

### Mohaupt, Richard(1904–1957)
- Sinfonie Nr. 1 „Rhythmus und Variationen“ (1939–1940)

### Mortensen, Finn(1922–1983)
- Sinfonie op. 5 (1953)

### Moscheles, Ignaz(1794–1870)
- Sinfonie C-Dur op. 81 (1828)

### Moyzes, Alexander(1906–1984)
- 1. Sinfonie D-Dur op. 31 (1928/29 als op. 4, rev. 1936)
- 2. Sinfonie a-moll op. 16 (1932, rev. 1941)
- 3. Sinfonie B-Dur op. 17b „Kleine Sinfonie“ (1942)
- 4. Sinfonie Es-Dur op. 38 (1947, rev. 1957)
- 5. Sinfonie F-Dur op. 39 (1947/48)
- 6. Sinfonie G-Dur op. 45 „Pioniersinfonie“ (1950/51)
- 7. Sinfonie op. 50 (1954/55)
- 8. Sinfonie op. 64 (1968/69)
- 9. Sinfonie op. 69 (1970/71)
- 10. Sinfonie op. 77 (1977/78)
- 11. Sinfonie op. 79 (1978)
- 12. Sinfonie op. 83 (1983)

### Mozart, Wolfgang Amadeus(1756–1791)
Siehe Liste der Sinfonien Mozarts.

### Müller, Gottfried(1914–1993)
- Sinfonie nach Dürer

### Müller, Sigfrid Walther(1905–1946)
- 1. Sinfonie op. 30
- 2. Sinfonie op. 48

## N

### Nielsen, Carl(1865–1931)
- 1. Sinfonie [g-Moll] op. 7 (1890–92), UA 14. März 1894
- 2. Sinfonie op. 16 De fire temperamenter „Die vier Temperamente“ (1901–02), UA 1. Dezember 1902
- 3. Sinfonie op. 27 Sinfonia espansiva (1910–11), UA 28. Februar 1912
- 4. Sinfonie op. 29 Det uudslukkelige „Das Unauslöschliche“ (1914–16), UA 1. Februar 1916
- 5. Sinfonie op. 50 (1921–22), UA 24. Januar 1922
- 6. Sinfonie Sinfonia semplice (1924–25), UA 11. Dezember 1925

### Nielsen, Ludolf(1876–1939)
- 1. Sinfonie h-Moll op. 3 (1902/03)
- 2. Sinfonie E-Dur op. 19 „Glückssinfonie“ (1907–09)
- 3. Sinfonie C-Dur op. 32 (1911–13)

### Nordgren, Pehr(1944–2008)
- Sinfonie Nr. 1 op. 20 (1974)
- Sinfonie für Streicher op. 43 (1978)
- Sinfonie Nr. 2 op. 74 (1989)
- Sinfonie Nr. 3 op. 88 (1993)
- Kammersinfonie op. 97 (1996)
- Sinfonie Nr. 4 op. 98 (1997)
- Sinfonie Nr. 5 op. 103 (1998)
- Sinfonie Nr. 6 Interdependence für Sopran, Tenor, Chor und Orchester op. 107 (1999–2000)
- Sinfonie Nr. 7 op. 124 (2003)
- Sinfonie Nr. 8 op. 140 (2006)

### Nørholm, Ib(1931–2019)
- 1. Symphonie (1956–58)
- 2. Symphonie (1968–71)
- 3. Symphonie (1973)
- 4. Symphonie (1978–79)
- 5. Symphonie (1980–81)
- 6. Symphonie (1981)
- 7. Symphonie (1982)
- 8. Symphonie (1990)
- 9. Symphonie (1990)
- 10. Symphonie (1998)
- 11. Symphonie (2008)
- 12. Symphonie (2009)

### Noskowski, Zygmunt(1846–1909)
- 1. Sinfonie A-dur WoO (1874–75)
- 2. Sinfonie c-moll WoO Elegijna (1875–79)
- 3. Sinfonie F-dur WoO Od wiosny do wiosny (1903)

### Novák, Vítězslav(1870–1949)
- Podzimní symfonie (Herbstsinfonie) für Chöre und großes Orchester op. 62 (1931–34)
- Májová symfonie (Maisinfonie) für Solisten, Chor und Orchester op. 73 (1943)

## O

### Onslow, George(1784–1853)
- 1. Sinfonie A-Dur op. 41 (1831)
- 2. Sinfonie d-Moll op. 42 (1831)
- 3. Sinfonie f-Moll oop. (1833)
- 4. Sinfonie G-Dur op. 71 (1846)

### Ostrčil, Otakar(1879–1935)
- Sinfonie A-dur op. 7 (1903–1905)
- Sinfonietta op. 20 (1921)

## P

### Paderewski, Ignacy Jan(1860–1941)
- Sinfonie h-Moll „Polonia“ op. 24

### Pärt, Arvo(* 1935)
- 1. Sinfonie „Polyphonische“ (1963)
- 2. Sinfonie (1966)
- 3. Sinfonie (1971)
- 4. Sinfonie „Los Angeles“ (2008)

### Panufnik, Andrzej(1914–1991)
- 1. Sinfonie „Sinfonia Rustica“ (1948/1955)
- 2. Sinfonie „Sinfonia Elegiaca“ (1957/1966)
- 3. Sinfonie „Sinfonia Sacra“ (1963)
- 4. Sinfonie „Sinfonia Concertante“ (1973)
- 5. Sinfonie „Sinfonia di Sfere“ (1974–75)
- 6. Sinfonie „Sinfonia Mistica“ (1977)
- 7. Sinfonie „Metasinfonia“ (1978)
- 8. Sinfonie „Sinfonia Votiva“ (1981/84)
- 9. Sinfonie „Sinfonia della Speranza“ (1986/87)
- 10. Sinfonie (1988/90)

### Parry, Hubert(1848–1918)
- 1. Sinfonie G-Dur
- 2. Sinfonie F-Dur „The Cambridge“
- 3. Sinfonie C-Dur „Englische“
- 4. Sinfonie e-Moll
- 5. Sinfonie h-Moll „Symphonic Fantasia 1912“ (1912)

### Pejačević, Dora(1885–1923)
- Sinfonie fis-moll op. 41 (1918)

### Penderecki, Krzysztof(1933–2020)
- 1. Sinfonie (1972/73), UA 19. Juli 1973
- 2. Sinfonie „Christmas Symphony“ (1979/80), UA 1. Mai 1980
- 3. Sinfonie (1988/95), UA 8. Dezember 1995
- 4. Sinfonie – Adagio (1989), UA 26. November 1989
- 5. Sinfonie (1991/92), UA 14. August 1992
- 6. Sinfonie „Chinesische Lieder“ (2017)
- 7. Sinfonie „Die sieben Tore von Jerusalem“ (1997), UA 9. Januar 1997
- 8. Sinfonie „Lieder der Vergänglichkeit“ (2004/05), UA 26. Juni 2005

### Petersen, Wilhelm(1890–1957)
- 1. Sinfonie c-Moll op. 3 (1914–1916)
- 2. Sinfonie Es-Dur op. 4 (über den Choral Christ ist erstanden) (1919–1922)
- 3. Sinfonie cis-Moll op. 30 (1931/32)
- 4. Sinfonie D-Dur op. 33 (1931/32)
- 5. Sinfonie d-Moll op. posth. 1 (1936–1939?)

### Pepping, Ernst(1901–1981)
- 1. Sinfonie (1939)
- 2. Sinfonie (1942)
- 3. Sinfonie „Die Tageszeiten“ (1944)

### Peterson-Berger, Wilhelm(1867–1942)
- 1. Sinfonie (1889/1903)
- 2. Sinfonie „Sunnanfärd“ (1910)
- 3. Sinfonie (1913/15)
- 4. Sinfonie (1929)
- 5. Sinfonie „Solitudo“ (1932/33)

### Pettersson, Allan(1911–1980)
- 1. Sinfonie (Fragment, 1951)
- 2. Sinfonie (1952/53)
- 3. Sinfonie (1954/55)
- 4. Sinfonie (1958/59)
- 5. Sinfonie (1960–62)
- 6. Sinfonie (1965)
- 7. Sinfonie (1966)
- 8. Sinfonie (1968/69)
- 9. Sinfonie (1969/70)
- 10. Sinfonie (1971–73)
- 11. Sinfonie (1971–73)
- 12. Sinfonie für Chor und Orchester (1973/74)
- 13. Sinfonie (1976)
- 14. Sinfonie (1978)
- 15. Sinfonie (1978)
- 16. Sinfonie für Altsaxophon und Orchester (1979)
- 17. Sinfonie (Fragment, 1980)

### Pfitzner, Hans(1869–1949)
- Sinfonie cis-Moll op. 36a (1932), UA 23. März 1933
- Kleine Sinfonie G-Dur op. 44 (1939)
- Sinfonie C-Dur op. 46 (1940), UA 11. Oktober 1940

### Popow, Gawriil(1904–1972)
- 1. Sinfonie op. 7 (1927–34)
- 2. Sinfonie g-moll/a-moll op. 39 Heimat (1943)
- 3. Sinfonie op. 45 Heroische für Streichorchester (1939–46)
- 4. Sinfonie op. 47 Ehre der Heimat für Soli und gemischten Chor a cappella (1948/49)
- 5. Sinfonie A-Dur op. 77 Pastorale (1956/57)
- 6. Sinfonie B-Dur op. 99 Festliche (1969)
- 7. Sinfonie (1970, Fragment)

### Potter, Cipriani(1792–1871)
- 1. Sinfonie unnummeriert vom Komponisten (1819, überarbeitet 1824/6)
- 2. Sinfonie unnummeriert vom Komponisten (1821, überarbeitet 1839)
- 3. Sinfonie laut Komponist Nr. 6 (1826)
- 4. Sinfonie laut Komponist Nr. 7 (1826)
- 5. Sinfonie laut Komponist Nr. 8 (1828, überarbeitet und mit langsamen Satz 1846)
- 6. Sinfonie hatte laut Komponist Nr. 10 und 2 (1832)
- 7. Sinfonie laut Komponist Nr. 2 (1833)
- 8. Sinfonie unnummeriert vom Komponisten (1834)
- 9. Sinfonie laut Komponist Nr. 4 (1834)

### Poulenc, Francis(1899–1963)
- Sinfonietta (1947)

### Powell, John(1882–1963)
- Sinfonie A-Dur Virginia Symphony (1945, rev. 1951)

### Price, Florence(1887–1953)
- 1. Sinfonie e-Moll (1932)
- 2. Sinfonie g-Moll (193?)
- 3. Sinfonie c-Moll (1940)
- 4. Sinfonie d-Moll (1945)

### Prokofjew, Sergei(1891–1953)
- Sinfonietta A-Dur op. 5 (1909, rev. 1914), revidiert als op. 48 (1929)
- 1. Sinfonie D-Dur op. 25 „Symphonie classique“ (1916/17)
- 2. Sinfonie d-Moll op. 40 (1924), Revision geplant als op. 136
- 3. Sinfonie c-Moll op. 44 (1928)
- 4. Sinfonie C-Dur op. 47 (1930), revidiert als op. 112 (1947)
- 5. Sinfonie B-Dur op. 100 (1944)
- 6. Sinfonie es-Moll op. 111 (1945/47)
- 7. Sinfonie cis-Moll op. 131 (1951/52)

## R

### Rachmaninow, Sergei(1873–1943)
- 1. Sinfonie d-Moll op. 13 (1895), UA 27. März 1897
- 2. Sinfonie e-Moll op. 27 (1906/07), UA 26. Januar 1908
- 3. Sinfonie a-Moll op. 44 (1935/36), UA 6. November 1936

### Raff, Joachim(1822–1882)
- 1. Sinfonie D-Dur op. 96 „An das Vaterland“ (1859–1861)
- 2. Sinfonie C-Dur op. 140 (1866)
- 3. Sinfonie F-Dur op. 153 „Im Walde“ (1869)
- 4. Sinfonie g-Moll op. 167 (1871)
- 5. Sinfonie E-Dur op. 177 „Lenore“ (1872)
- 6. Sinfonie d-Moll op. 189 „Gelebt: Gestrebt, Gelitten, Gestritten – Gestorben – Umworben“ (1873)
- 7. Sinfonie B-Dur op. 201 „In den Alpen“ (1875)
- 8. Sinfonie A-Dur op. 205 „Frühlingsklänge“ (1876)
- 9. Sinfonie e-Moll op. 208 „Im Sommer“ (1878)
- 10. Sinfonie f-Moll op. 213 „Zur Herbstzeit“ (1879)
- 11. Sinfonie a-Moll op. 214 „Der Winter“ (1876)
- Sinfonietta F-Dur op. 188 für 10 Blasinstrumente (1873)

### Rangström, Ture(1884–1947)
- 1. Sinfonie cis-Moll August Strindberg in memoriam, 1914
- 2. Sinfonie d-Moll Mitt land, 1919
- 3. Sinfonie Des-Dur Sång under stjärnorna, 1929
- 4. Sinfonie d-Moll Invocatio, 1936

### Raphael, Günter(1903–1960)
- 1. Sinfonie a-Moll op. 16, 1926
- Sinfonie E-Dur (nicht nummeriert), 1929/30
- 2. Sinfonie h-Moll op. 34, 1932
- Sinfonie g-Moll (nicht nummeriert), 1935
- Sinfonie in Es (nicht nummeriert), 1939/40
- Sinfonietta G-Dur, 1937/38
- 3. Sinfonie in F op. 60, 1942
- Sinfonie C-Dur (nicht nummeriert), 1942/43
- 4. Sinfonie in C op. 62, 1947
- Sinfonia breve in D op. 67, 1949
- 5. Sinfonie in B  op. 75, 1952
- Chorsinfonie „Von der großen Weisheit“ (nach Laotse) op. 81, 1955/56

### Rathaus, Karol(1895–1954)
- 1. Sinfonie op. 5
- 2. Sinfonie op. 7
- 3. Sinfonie op. 50

### Rautavaara, Einojuhani(1928–2016)
- 1. Sinfonie (1955, zurückgezogen; 1988; 2003), UA 22. Januar 1957
- 2. Sinfonie „Sinfonia intima“ (1957/1984), UA 11. Oktober 1957
- 3. Sinfonie (1957), UA 25. April 1958
- 4. Sinfonie „Arabescata“ (1962), UA 26. Februar 1963
- 5. Sinfonie (1985/86), UA 14. Mai 1986
- 6. Sinfonie „Vincentiana“ (1992), UA 29. Oktober 1992
- 7. Sinfonie „Angel of Light“ (1994), UA 23. April 1995
- 8. Sinfonie „The Journey“ (1999), UA 27. April 2000

### Reger, Max(1873–1916)
- Sinfonietta A-Dur op. 90

### Reinecke, Carl(1824–1910)
- 1. Sinfonie A-Dur op. 79 (1858, revidiert 1863)
- 2. Sinfonie c-Moll op. 134 „Håkon Jarl“ (1875)
- 3. Sinfonie g-Moll op. 227 (um 1895)

### Reznicek, Emil Nikolaus von(1860–1945)
- Studiensinfonie (Graz 1881, verschollen)
- Studiensinfonie Nr. 1 (Leipzig 1882, verschollen)
- Studiensinfonie Nr. 2 (Leipzig 1882, verschollen)
- Sinfonie [Nr. 1] d-Moll Tragische (1902)
- Sinfonie [Nr. 2] B-Dur Ironische (1904)
- Sinfonie [Nr. 3] D-Dur Im alten Stil (1918)
- Sinfonie [Nr. 4] f-Moll (1919)
- Sinfonie [Nr. 5] fis-Moll Tanzsinfonie (1925)

### Rheinberger, Josef Gabriel(1839–1901)
- 1. Sinfonie op. 10 „Wallenstein“
- 2. Sinfonie F-Dur op. 87 „Florentiner Sinfonie“

### Rheineck, Christoph(1748–1797)
- Sinfonia a Due Violini, Due Oboe, Due Corni, Viola e Violone

### Ries, Ferdinand(1784–1838)
- 1. Sinfonie D-Dur op. 23 (1811)
- 2. Sinfonie c-Moll op. 80 (1814)
- 3. Sinfonie Es-Dur op. 90; UA London 1814
- 4. Sinfonie F-Dur op. 110 (1823)
- 5. Sinfonie d-Moll op. 112 (1823)
- 6. Sinfonie D-Dur op. 146 (1827)
- 7. Sinfonie a-Moll op. 181 (1835)
- 8. Sinfonie Es-Dur WoO 30 (1822)

### Rimski-Korsakow, Nikolai(1844–1908)
- 1. Sinfonie e-Moll op. 1 (1861–65 als Sinfonie in es-Moll, revidiert 1883/84), UA 19. Dezember 1865
- 2. Sinfonie op. 9 Antar (1867/68, 2. Fassung 1874/75, 3. Fassung 1897), UA 10. März 1869
- 3. Sinfonie C-Dur op. 32 (1872/73, revidiert 1885/86), UA 18. Februar 1874

### Ropartz, Guy(1864–1955)
- 1. Sinfonie a-Moll «Sur un choral breton» (1895)
- 2. Sinfonie f-Moll (1900)
- 3. Sinfonie E-Dur für Soli, Chor und Orchester (1905)
- 4. Sinfonie C-Dur (1910)
- Petite Symphonie (1943)
- 5. Sinfonie G-Dur (1944)

### Rorem, Ned(1923–2022)
- 1. Sinfonie (1950)
- 2. Sinfonie (1956)
- 3. Sinfonie (1958)

### Rott, Hans(1858–1884)
- Sinfonie E-Dur (1878–80), UA 4. März 1989

### Rouse, Christopher(1949–2019)
- 1. Sinfonie (1986)
- 2. Sinfonie (1994)
- 3. Sinfonie (2011)
- 4. Sinfonie (2013)
- 5. Sinfonie (2016)
- 6. Sinfonie (2019)

### Roussel, Albert(1869–1937)
- 1. Sinfonie op. 7 Le poème de la forêt (1904–06)
- 2. Sinfonie B-Dur op. 23 (1919–21)
- 3. Sinfonie g-Moll op. 42 (1929–39)
- 4. Sinfonie A-Dur op. 53 (1934)

### Rubbra, Edmund(1901–1986)
- 1. Sinfonie op. 44
- 2. Sinfonie D-Dur op. 45
- 3. Sinfonie op. 49
- 4. Sinfonie op. 53
- 5. Sinfonie B-Dur op. 63
- 6. Sinfonie op. 80
- 7. Sinfonie C-Dur op. 88
- 8. Sinfonie op. 132 Hommage à Teilhard de Chardin
- 9. Sinfonie op. 140 Resurrection
- 10. Sinfonie op. 145 da Camera
- 11. Sinfonie op. 153 à Colette

### Rubin, Marcel(1905–1995)
- 1. Sinfonie (1927/28), instrumentale Umarbeitung 1957
- 2. Sinfonie (1937), instrumentale Umarbeitung 1974
- 3. Sinfonie (1939), instrumentale Umarbeitung 1962
- 4. Sinfonie (1943–45) „Krieg und Frieden“
- 5. Sinfonie (1965)
- 6. Sinfonie (1973/74)
- 7. Sinfonie (1976/77)
- 8. Sinfonie (1980)
- 9. Sinfonie (1984)
- 10. Sinfonie (1986) „Hommage à Chartres“

### Rubinstein, Anton(1829–1894)
- 1. Sinfonie F-Dur op. 40 (1850)
- 2. Sinfonie C-Dur op. 42 „Der Ozean“ (3 Versionen 1851, 1863, 1880)
- 3. Sinfonie A-Dur op. 56 (1854/55)
- 4. Sinfonie d-Moll op. 95 „Die Dramatische“ (1874)
- 5. Sinfonie g-Moll op. 107 (1880)
- 6. Sinfonie a-Moll op. 111 (1886)

### Rufinatscha, Johann(1812–1893)
- Sinfonie Nr. 1 D-Dur (1834)
- Sinfonie Nr. 2 Es-Dur (1846)
- Sinfonie Nr. 3 c-Moll (1846); UA 2012 (galt lange irrtümlich als verschollen)
- Sinfonie Nr. 4 c-Moll (1846; Fragment, nur im vierhändigen Klavierauszug erhalten)
- Sinfonie Nr. 5 h-Moll (1846)
- Sinfonie Nr. 6 D-Dur (1865)

## S

### Sæverud, Harald(1897–1992)
- 1. Sinfonie op. 1 (1916–1919)
- 2. Sinfonie op. 4 (1922)
- 3. Sinfonie op. 5 (1926)
- 4. Sinfonie op. 11 (1937)
- 5. Sinfonie op. 16 Quasi una fantasia (1941)
- 6. Sinfonie op. 19 Dolorosa (1942)
- 7. Sinfonie op. 27 Psalm (1944/45)
- 8. Sinfonie op. 40 Minnesota (1958)
- 9. Sinfonie op. 45 (1965/66)

### Saint-Saëns, Camille(1835–1921)
- Sinfonie A-Dur (1850)
- 1. Sinfonie Es-Dur op. 2 (1853)
- Sinfonie F-Dur „Urbs Roma“ (1856)
- 2. Sinfonie a-Moll op. 55 (1859)
- 3. Sinfonie c-Moll op. 78 „Orgelsinfonie“ (1885/86)

### Sauguet, Henri(1901–1989)
- 1. Sinfonie Symphonie expiatoire (1945)
- 2. Sinfonie Symphonie allégorique, Les saisons für Chor, Kinderchor, Soli und Orchester (1949)
- 3. Sinfonie (1954)
- 4. Sinfonie Troisième âge (1971)

### Say, Fazıl(* 1970)
- Symphony No 1 „İstanbul Symphony“ op. 28 (2008–09)
- Symphony No 2 „Mesopotamia“ op. 38 (2011–12)
- Symphony No 3 „Universe“ op. 43 (2012)

### Schebalin, Wissarion(1902–1963)
- 1. Sinfonie f-Moll op. 6 (1925)
- 2. Sinfonie cis-Moll op. 11 (1929)
- 3. Sinfonie C-Dur op. 17 (1934/35)
- 4. Sinfonie B-Dur op. 24 „Die Helden von Perekop“ (1935, rev. 1961)
- 5. Sinfonie C-Dur op. 56 (1962)

### Scherber, Martin(1907–1974)
- 1. Sinfonie d-Moll (1938); UA 1952, danach Umarbeitung
- 2. Sinfonie f-Moll [„Große Metamorphosensinfonie in f-Moll“] (1951–52), UA 1957
- 3. Sinfonie h-Moll [„Große Metamorphosensinfonie in h-Moll“] „Die Russische“ (1952–55), UA offen

### Schiske, Karl(1916–1969)
- 1. Sinfonie op. 16 (1942)
- 2. Sinfonie op. 26 (1947)
- 3. Sinfonie op. 31 (1950/51)
- 4. Sinfonie op. 44 (1956)
- 5. Sinfonie op. 50 „auf B“ (1965)

### Schmidt, Franz(1874–1939)
- 1. Sinfonie E-Dur (1896–99), UA 1902
- 2. Sinfonie Es-Dur (1911–13), UA 1913
- 3. Sinfonie A-Dur (1927–28), UA 1928
- 4. Sinfonie C-Dur (1932–33), UA 1934

### Schmidt-Kowalski, Thomas(1949–2013)
- 1. Sinfonie D-Dur op. 15 (1981)
- 2. Sinfonie B-Dur op. 57 „Sinfonie zur Jahrtausendwende“ (1996)
- 3. Sinfonie d-Moll op. 67 (1997–2000)
- 4. Sinfonie C-Dur op. 93 (2003/04)

### Schnittke, Alfred(1934–1998)
- 0. Sinfonie (1956–57)
- 1. Sinfonie (1972–74)
- 2. Sinfonie „St. Florian“ (1979/80)
- 3. Sinfonie (1981)
- 4. Sinfonie (1984)
- 5. Sinfonie (1988) = 4. Concerto Grosso
- 6. Sinfonie (1992)
- 7. Sinfonie (1993)
- 8. Sinfonie (1994)
- 9. Sinfonie (1996–98)

### Schönberg, Arnold(1874–1951)
- 1. Kammersinfonie E-Dur op. 9 (1906)
- 2. Kammersinfonie es-Moll op. 38 (1939)

### Schostakowitsch, Dimitri(1906–1975)
- 1. Sinfonie f-Moll op. 10 (1924–25)
- 2. Sinfonie H-Dur op. 14 „An den Oktober“ (1927)
- 3. Sinfonie Es-Dur op. 20 „Der 1. Mai“ (1929)
- 4. Sinfonie c-Moll op. 43 (1935–36)
- 5. Sinfonie d-Moll op. 47 (1937)
- 6. Sinfonie h-Moll op. 54 (1939)
- 7. Sinfonie C-Dur op. 60 „Leningrader Sinfonie“ (1941)
- 8. Sinfonie c-Moll op. 65 (1943)
- 9. Sinfonie Es-Dur op. 70 (1945)
- 10. Sinfonie e-Moll op. 93 (1953)
- 11. Sinfonie g-Moll op. 103 „Das Jahr 1905“ (1957)
- 12. Sinfonie d-Moll op. 112 „Das Jahr 1917“ (1961)
- 13. Sinfonie b-Moll op. 113 [„Babi Jar“] (1962)
- 14. Sinfonie g-Moll op. 135 (1969)
- 15. Sinfonie A-Dur op. 141 (1971)

### Schreker, Franz(1878–1934)
- Kammersinfonie in einem Satz (1916)

### Schubert, Franz(1797–1828)
- Sinfonie-Fragment D-Dur D 2B (1811)
- 1. Sinfonie D-Dur D 82 (1813)
- 2. Sinfonie B-Dur D 125 (1814–15)
- 3. Sinfonie D-Dur D 200 (1815)
- 4. Sinfonie c-Moll D 417 „Tragische“ (1816)
- 5. Sinfonie B-Dur D 485 (1816)
- 6. Sinfonie C-Dur D 589 [„Kleine Sinfonie C-Dur“] (1817–18)
- Sinfonie-Entwurf D-Dur D 615 (1818)
- Sinfonie-Entwurf D-Dur D 708A (nach 1820)
- Sinfonie-Fragment E-Dur D 729 (1821)
- [7.] Sinfonie h-Moll D 759 [„Unvollendete“] (1822)
- [8.] Sinfonie C-Dur D 944 [„Große Sinfonie C-Dur“] (1825, Partitur datiert 1828); laut Ernst Hilmar identisch mit der Gmunden-Gasteiner Sinfonie D 849
- Sinfonie-Entwurf D-Dur, D 936A (1828), für den Konzertgebrauch rekonstruiert und eingerichtet von Peter Gülke und Brian Newbould

### Schulhoff, Erwin(1894–1942)
- „Landschaften“. Sinfonie für Mezzosopran und Orchester, op. 26 (1912)
- „Menschheit“. Eine Sinfonie für eine Altstimme und Orchester, op. 28 (1919)
- 1. Sinfonie op. 50 (1925)
- 2. Sinfonie op. 81 (1932)
- 3. Sinfonie op. 85 (1935)
- 4. Sinfonie op. 88 „Spanische“ (1936–37)
- 5. Sinfonie op. 89 „À Romain Rolland“ (1938/39)
- 6. Sinfonie op. 94 „Symfonie Svobody“ („Freiheitssinfonie“) (1940/41)
- 7. Sinfonie op. 98 „Eroica“ nach der Klavierskizze für großes Orchester (1941/1995)
- 8. Sinfonie op. 99 (1942; Skizze)

### Schumann, Robert(1810–1856)
- Zwickauer Sinfonie WoO 29 in g-Moll (1832/1833, unvollendet)
- 1. Sinfonie B-Dur op. 38 „Frühlingssinfonie“ (1841)
- 2. Sinfonie C-Dur op. 61 (1846)
- 3. Sinfonie Es-Dur op. 97 „Rheinische“ (1850)
- 4. Sinfonie d-Moll op. 120 (1841, überarbeitet 1853)

### Scott, Cyril(1879–1970)
- 1. Sinfonie G-dur (1899)
- 2. Sinfonie a-Moll op. 22 (1903)
- 3. Sinfonie für Chor und Orchester „The Muses“ (1939)
- 4. Sinfonie (1951–52)

### Segerstam, Leif(1944–2024)
- 354 Sinfonien

### Sgambati, Giovanni(1841–1914)
- 1. Sinfonie D-Dur op. 16 (1880–81)
- 2. Sinfonie Es-Dur (1885)

### Sibelius, Jean(1865–1957)
- Kullervo op. 7 (1890–92)
- 1. Sinfonie e-Moll op. 39 (1898/99)
- 2. Sinfonie D-Dur op. 43 (1902/03)
- 3. Sinfonie C-Dur op. 52 (1904–07)
- 4. Sinfonie a-Moll op. 63 (1910/11)
- 5. Sinfonie Es-Dur op. 82 (1914/15)
- 6. Sinfonie d-Moll op. 104 (1914–23)
- 7. Sinfonie C-Dur op. 105 (1918–24)

### Simpson, Robert(1921–1997)
- 1. Sinfonie (1951)
- 2. Sinfonie (1955–56)
- 3. Sinfonie (1962)
- 4. Sinfonie (1970–72)
- 5. Sinfonie (1972)
- 6. Sinfonie (1977)
- 7. Sinfonie (1977)
- 8. Sinfonie (1981)
- 9. Sinfonie (1987)
- 10. Sinfonie (1988)
- 11. Sinfonie (1990)

### Sinding, Christian(1856–1941)
- 1. Sinfonie op. 21 (1880–1890)
- 2. Sinfonie op. 83 (1903–1904)
- 3. Sinfonie op. 121 (1920)
- 4. Sinfonie („Winter und Frühling“) op. 129 (1921–1936)

### Skrjabin, Alexander(1872–1915)
- 1. Sinfonie E-Dur op. 26 für Chor und Orchester (1899–1900)
- 2. Sinfonie c-Moll op. 29 (1901)
- 3. Sinfonie c-Moll op. 43 Le poème divin „Göttliches Poem“ (1903–04)

### Sorg-Rose, Margarete(* 1960)
- Sinfonie „Hommage à Rose Ausländer“ für großes Orchester (1993–98 / rev. 2018)
- 2. Sinfonie „Sappho's Traum“ für Streichorchester (2022)
- 3. Sinfonie „Idyllion - Bukolische Szenen“ für konzertierende Blockflöte und Streichorchester (2022)

### Spohr, Louis(1784–1859)
- 1. Sinfonie Es-Dur op. 20 (1811)
- 2. Sinfonie d-Moll op. 49 (1820)
- 3. Sinfonie c-Moll op. 78 (1828)
- 4. Sinfonie F-Dur op. 86 „Die Weihe der Töne“ (1832)
- 5. Sinfonie c-Moll op. 102 (1836)
- 6. Sinfonie G-Dur op. 116 „Historische“ (1839)
- 7. Sinfonie C-Dur op. 121 „Irdisches und Göttliches im Menschenleben“ (1841)
- 8. Sinfonie G-Dur op. 137 (1847)
- 9. Sinfonie h-Moll op. 143 „Die Jahreszeiten“ (1849–1850)
- 10. Sinfonie Es-Dur op. 156 (1857)

### Staehle, Hugo(1826–1848)
- Sinfonie c-Moll (1844)

### Stamitz, Johann(1717–1757)
- 72 Sinfonien

### Stanford, Charles Villiers(1852–1924)
- 1. Sinfonie B-Dur (1876/1877)
- 2. Sinfonie d-Moll, „Elegische“ (1879)
- 3. Sinfonie f-Moll, op. 28 „Irische“ (1887)
- 4. Sinfonie F-Dur, op. 31 (1889)
- 5. Sinfonie D-Dur, op. 56 „L'Allegro ed il Penseroso“ (1894)
- 6. Sinfonie Es-Dur, op. 94 „Im Gedenken an das Lebenswerk eines großen Künstlers: George Frederick Watts“ (1905)
- 7. Sinfonie d-Moll, op. 124 (1912)

### Stenhammar, Wilhelm(1871–1927)
- 1. Sinfonie F-Dur (1902/03), zurückgezogen
- 2. Sinfonie g-Moll op. 34 (1911–15)
- 3. Sinfonie C-Dur (1918/19), Fragment

### Strauss, Richard(1864–1949)
- Sinfonie d-Moll oop. (1881)
- Sinfonie f-Moll op. 12 (1884)
- Aus Italien, sinfonische Fantasie op. 16 TrV 147 (1886)
- Sinfonia domestica op. 53 TrV 209 (1902–03)
- Eine Alpensinfonie op. 64 TrV 233 (1911–15)

### Strawinski, Igor(1882–1971)
- Sinfonie Es-Dur op. 1 (1905–07)
- Symphonies d’instruments à vent (1920/1945–47)
- Psalmensinfonie (1930/1949)
- Sinfonie C-Dur (1939/40)
- Sinfonie in drei Sätzen (1942–45)

### Strube, Gustav(1867–1953)
- Sinfonie h-Moll (1910)

### Suk, Josef(1874–1935)
- Symphonie E-dur op. 14 (1897–1899)
- Symphonie c-moll op. 27 Asrael, 5 Sätze (1905/06)

### Suter, Hermann(1870–1926)
- Sinfonie d-Moll op. 17 (1914)

### Svendsen, Johan(1840–1911)
- 1. Sinfonie D-Dur, op. 4 (1865–1867)
- 2. Sinfonie B-Dur, op. 15 (1876)

### Szymanowski, Karol(1882–1937)
- 1. Sinfonie f-Moll (1906/1907)
- 2. Sinfonie B-Dur op. 19 (1909/1910)
- 3. Sinfonie op. 27 „Das Lied der Nacht“ (1914)
- 4. Sinfonie „Sinfonia Concertante“ op. 60 (1932)

## T

### Tal, Josef(1910–2008)
- 1. Sinfonie (1952)
- 2. Sinfonie (1960)
- 3. Sinfonie (1978)
- 4. Sinfonie (1985)
- 5. Sinfonie (1991)
- 6. Sinfonie (1991)

### Tan Dun(* 1957)
- Heaven Earth Mankind (Symphony 1997)
- 2000 Today: A World Symphony for the Millennium (1999)

### Tanejew, Sergei(1856–1915)
- 1. Sinfonie e-Moll (1873/74)
- 2. Sinfonie B-Dur (1878)
- 3. Sinfonie d-Moll (1884)
- 4. Sinfonie c-Moll op. 12 (1898)

### Thuille, Ludwig(1861–1907)
- Sinfonie F-Dur (1884/85)

### Tournemire, Charles(1870–1939)
- 1. Sinfonie op. 18 „Romantique“
- 2. Sinfonie op. 36 „Ouessant“
- 3. Sinfonie op. 43 „Moskau 1913“
- 4. Sinfonie op. 44 „Pages symphoniques“
- 5. Sinfonie op. 47
- 6. Sinfonie
- 7. Sinfonie
- 8. Sinfonie op. 51 „Le triomphe de la mort“

### Tovey, Donald(1875–1940)
- Sinfonie D-Dur op. 32 (1913)

### Tschaikowski, Boris Alexandrowitsch(1925–1996)
- 1. Sinfonie c-Moll (1947)
- 2. Sinfonie D-Dur (1967)
- [3.] Sinfonie [B-Dur] „Sewastopol“ (1980)
- [4.] Sinfonie „Sinfonie mit Harfe“ (1993)

### Tschaikowski, Pjotr Iljitsch(1840–1893)
- 1. Sinfonie g-Moll op. 13 Winterträume (1866)
- 2. Sinfonie c-Moll op. 17 Kleinrussische (1872)
- 3. Sinfonie D-Dur op. 29 Polnische (1875)
- 4. Sinfonie f-Moll op. 36 (1877)
- Manfred-Sinfonie h-Moll op. 58 – Sinfonie in vier Bildern nach Byron (1886)
- 5. Sinfonie e-Moll op. 64 (1888)
- 6. Sinfonie h-Moll op. 74 Pathétique (1893)
- Sinfonie Es-Dur (1892), sog. 7. Sinfonie o. op. (begonnen im Mai 1892, abgebrochen im November 1892), Skizzen verwendet für Klavierkonzert Nr. 3 op. 75 und Andante & Finale op. 79 sowie Scherzo-Fantasie op. 72 (Die Symphonie wurde in den 1950er Jahren von Semjon Bogatyrjew rekonstruiert und 1957 uraufgeführt)

### Tscherepnin, Alexander(1899–1977)
- 1. Sinfonie E-Dur, op. 42 (1927)
- 2. Sinfonie Es-Dur, op. 77 (1947–51)
- 3. Sinfonie Fis-Dur, op. 83 (1952)
- 4. Sinfonie E-Dur, op. 91 (1958–59)

### Tubin, Eduard(1905–1982)
- Sinfonie Nr. 1 c-Moll (1931–34)
- Sinfonie Nr. 2 Die Legendäre (1937)
- Sinfonie Nr. 3 d-Moll (1940–42, rev. 1968)
- Sinfonie Nr. 4 A-Dur Sinfonia lirica (1943, rev. 1978)
- Sinfonie Nr. 5 h-Moll (1946)
- Sinfonie Nr. 6 (1952–54, rev. 1956)
- Sinfonie Nr. 7 (1955–58)
- Sinfonie Nr. 8 (1965–66)
- Sinfonie Nr. 9 Sinfonia semplice (1969)
- Sinfonie Nr. 10 (1973)
- Sinfonie Nr. 11 (1982), Fragment (Orchestrierung 1. Satz Kaljo Raid)

### Tüür, Erkki-Sven(*1959)
- Symphonie Nr. 1 (1984)
- Symphonie Nr. 2 (1987)
- Symphonie Nr. 3 (1997)
- Symphonie Nr. 4 Magma in einem Satz für Schlagzeug solo und Orchester (2002)
- Symphonie Nr. 5 für elektrische Gitarre, Orchester und Big Band (2004)
- Symphonie Nr. 6 Strata in einem Satz (2007)
- Symphonie Nr. 7 Pietas für gemischten Chor und Orchester (2009)
- Symphonie Nr. 8 (2010)

## V

### Vasks, Pēteris(* 1946)
- 1. Sinfonie „Balsis“ für Streichorchester (1991)
- 2. Sinfonie (1998)
- 3. Sinfonie (2005)

### Vaughan Williams, Ralph(1872–1958)
- 1. Sinfonie „A Sea Symphony“ (1910)
- 2. Sinfonie „A London Symphony“ (1913; bearbeitet 1920)
- 3. Sinfonie „Pastoral Symphony“ (1921)
- 4. Sinfonie f-Moll (1931–34)
- 5. Sinfonie D-Dur (1938–43)
- 6. Sinfonie e-Moll (1944–47)
- 7. Sinfonie „Sinfonia Antartica“ (1949–52)
- 8. Sinfonie d-Moll (1953–55)
- 9. Sinfonie e-Moll (1956–57)

### Verhulst, Johannes(1816–1891)
- Sinfonie in e-Moll, Op. 46 (1841)

### Villa-Lobos, Heitor(1887–1959)
- Nr. 1 O Imprevisto (1920)
- Nr. 2 Ascensão (1917)
- Nr. 3 A Guerra (1919)
- Nr. 4 A Vitória (1919)
- Nr. 5 A Paz (verschollen) (1920)
- Nr. 6 Montanhas do Brasil (1944)
- Nr. 7 (1945)
- Nr. 8 (1950)
- Nr. 9 (1951)
- Nr. 10 Amerindia (Sumé Pater Patrium) (1952)
- Nr. 11 (1955)
- Nr. 12 (1957)

### Volkmann, Robert(1815–1883)
- 1. Sinfonie d-Moll op. 49 (1862/63)
- 2. Sinfonie B-Dur op. 53 (1864/65)

## W

### Wagner, Richard(1813–1883)
- Sinfonie C-Dur WWV 29 (1832)
- Sinfonie E-Dur WWV 35 (1834), Fragment (ergänzt und orchestriert von Felix Mottl)

### Wagner, Siegfried(1859–1930)
- Sinfonie C-dur (1925–1927)

### Walter, Bruno(1876–1962)
- Sinfonie d-Moll (1907)

### Walton, William(1902–1983)
- 1. Sinfonie b-Moll (1932–35)
- 2. Sinfonie (1959–60)

### Weber, Carl Maria von(1786–1826)
- 1. Sinfonie C-Dur op. 19 (1807)
- 2. Sinfonie C-Dur (1807)

### Webern, Anton(1883–1945)
- Sinfonie op. 21, (1927–1928)

### Weigl, Karl(1881–1949)
- 1. Sinfonie E-Dur (1908), UA 1910
- 2. Sinfonie d-Moll (1912–22), UA 1924
- 3. Sinfonie B-Dur (1930–31)
- 4. Sinfonie f-Moll (1930–31)
- 5. Sinfonie „Apocalypse“ (1942–45), UA 1968
- 6. Sinfonie a-Moll (1947)

### Weill, Kurt(1900–1950)
- 1. Sinfonie (1921)
- 2. Sinfonie (1934)

### Weinberg, Mieczysław(1919–1996)
- 1. Sinfonie g-Moll op. 10 (1942)
- 2. Sinfonie G-Dur op. 30 (1945/46)
- 3. Sinfonie h-Moll op. 45 (1949, überarbeitet 1959)
- 4. Sinfonie a-Moll op. 61 (1957)
- 5. Sinfonie f-Moll op. 76 (1962)
- 6. Sinfonie a-Moll op. 79 für Chor und Orchester (1962/63)
- 7. Sinfonie C-Dur op. 81 für Cembalo und Streichorchester (1964)
- 8. Sinfonie G-Dur op. 83 für Chor und Orchester „Die Blumen Polens“ (1964)
- 9. Sinfonie op. 93 für Chor und Orchester „Unvergängliche Zeiten“ (1940–1967)
- 10. Sinfonie a-Moll op. 98 (1968)
- 11. Sinfonie op. 101 „Festliche Sinfonie“ für Chor und Orchester (1969)
- 12. Sinfonie [d-Moll] op. 114 „Dem Andenken an Dmitri Schostakowitsch“ (1975/76)
- 13. Sinfonie op. 115 (1976)
- 14. Sinfonie op. 117 (1977)
- 15. Sinfonie op. 119 „Ich glaube an diese Erde“ für Chor und Orchester (1977)
- 16. Sinfonie op. 131 (1981)
- 17. Sinfonie [gis-Moll] op. 137 „Erinnerung“ (1984)
- 18. Sinfonie op. 138 „Krieg, kein Wort ist grausamer“ für Chor und Orchester (1985)
- 19. Sinfonie op. 142 „Der strahlende Mai“ (1986)
- 20. Sinfonie op. 150 (1988)
- 21. Sinfonie op. 152 „Kaddish“ (1992)
- 22. Sinfonie (unvollendet) op. 154 (1994); orchestriert von Kirill Umansky
- 1. Sinfonietta d-Moll op. 41 (1948)
- 2. Sinfonietta g-Moll op. 74 (1960)
- 1. Kammersinfonie [G-Dur] op. 145 (1987)
- 2. Kammersinfonie op. 147 (1987)
- 3. Kammersinfonie [B-Dur] op. 151 (1991)
- 4. Kammersinfonie op. 153 (1992)

### Weingartner, Felix(1863–1942)
- 1. Sinfonie G-Dur op. 23 (1898)
- 2. Sinfonie Es-Dur op. 29 (1900)
- 3. Sinfonie E-Dur op. 49 (1909)
- 4. Sinfonie F-Dur op. 61 (1916)
- 5. Sinfonie c-Moll op. 71 (1926)
- 6. Sinfonie h-Moll op. 74 (1928)
- 7. Sinfonie C-Dur op. 87 für Soli, gem. Chor, Orgel und Orchester (1935–37)

### Wellesz, Egon(1885–1974)
- 1. Sinfonie op. 62 (1945)
- 2. Sinfonie op. 65 (1947–1948), Die Englische
- 3. Sinfonie op. 68 (1949–1951)
- 4. Sinfonie op. 70 (1951–1953), Austriaca
- 5. Sinfonie op. 75 (1955–1956)
- 6. Sinfonie op. 95 (1965)
- 7. Sinfonie op. 102 (1967–1968), Contra torrentem
- 8. Sinfonie op. 110 (1970)
- 9. Sinfonie op. 111 (1970–1971)

### Wetz, Richard(1875–1935)
- 1. Sinfonie c-Moll op. 40 (1917), UA 1917
- 2. Sinfonie A-Dur op. 47 (1919), UA 1920
- 3. Sinfonie B-Dur (eigentlich b-Moll) op. 48 (1922), UA 1923

### Wiklund, Adolf(1879–1950)
- Sinfonie f-moll op. 20 (1923)

### Wilms, Johann Wilhelm(1772–1847)
- 1. Sinfonie C-Dur op. 9, ed. 1806
- 2. Sinfonie F-Dur op. 10; ed. um 1808
- 3. Sinfonie Es-Dur op. 14; ed. um 1808
- 4. Sinfonie c-Moll op. 23 (1807 oder eher) ed. 1812
- 5. Sinfonie D-Dur op. 52, ed. zwischen 1814 und 1819
- 6. Sinfonie d-Moll op. 58 (1819/20), ed. 1823
- 7. Sinfonie c-Moll (1835)

### Winbeck, Heinz(1946–2019)
- 1. Sinfonie „Tu Solus“ (1983, revidiert 1985)
- 2. Sinfonie (1986/87)
- 3. Sinfonie „Grodek“ (1987/88)
- 4. Sinfonie „De Profundis“, Requietis aeternae fragmenta (1991–1993)
- 5. Sinfonie „Jetzt und in der Stunde des Todes“ (2009)

### Wirén, Dag(1905–1986)
- 1. Sinfonie op. 3 (1931)
- 2. Sinfonie op. 14 (1939)
- 3. Sinfonie op. 20 (1944)
- 4. Sinfonie op. 27 (1952)
- 5. Sinfonie op. 38 (1969)

### Witt, Friedrich(1770–1836)
- Sinfonie Nr. 1 Es-Dur (1803)
- Sinfonie Nr. 2 D-Dur (1804)
- Sinfonie Nr. 3 F-Dur (1807)
- Sinfonie Nr. 4 Es-Dur (1807)
- Sinfonie Nr. 5 (1809)
- Sinfonie Nr. 6 a-Moll („Sinfonie turque“) (1809)
- Sinfonie Nr. 7 C-Dur (1811)
- Sinfonie Nr. 8 F-Dur (1811)
- Sinfonie Nr. 9 d-Moll (1818)
- Sinfonie Nr. 10
- Sinfonie Nr. 11
- Sinfonie Nr. 12
- Sinfonie Nr. 13
- Sinfonie Nr. 14 C-Dur („Jenaer Sinfonie“) (entstanden zwischen 1792 und 1796, erschienen 1911) (früher Ludwig van Beethoven zugeschrieben)
- Sinfonie Nr. 15
- Sinfonie Nr. 16 A-Dur (um 1790)
- Sinfonie Nr. 17
- Sinfonie Nr. 18
- Sinfonie Nr. 19
- Sinfonie Nr. 20
- Sinfonie Nr. 21
- Sinfonie Nr. 22
- Sinfonie Nr. 23

## Y

### Yun Isang(1917–1995)
- 1. Sinfonie (1982/83)
- 2. Sinfonie (1984)
- 3. Sinfonie (1985)
- 4. Sinfonie „Im Dunkeln singen“ (1986)
- 5. Sinfonie für Orchester und Bariton nach Gedichten der Nelly Sachs (1987)
- 1. Kammersinfonie (1987)
- 2. Kammersinfonie „Den Opfern der Freiheit“ (1989)

## Z

### Zemlinsky, Alexander von(1871–1942)
- [1.] Sinfonie e-Moll (1891), Fragment
- [2.] Sinfonie d-Moll (1892/92), UA 1893
- [3.] Sinfonie B-Dur (1897), UA 1899
- Lyrische Symphonie op. 18 (1922/23), UA 1924
- Sinfonietta op. 23 (1934), UA Prag 1935

### Zimmermann, Bernd Alois(1918–1970)
- Sinfonie in einem Satz (1951/53)